# Biserica reformată din Diviciorii Mari
Biserica reformată din Diviciorii Mari este un monument istoric aflat pe teritoriul satului Diviciorii Mari; comuna Sânmărtin

## Localitatea
Diviciorii Mari (în maghiară Nagydevecser, în germană Gross Däwäts) este un sat în comuna Sânmărtin din județul Cluj, Transilvania, România. Prima menționare documentară este din anul 1173. 

## Biserica
Conform documentelor, biserica a fost inițial construită în jurul anului 1460, la acea vreme biserică catolică, închinată Fecioarei Maria. După ce populația a trecut la Reformă, biserica a fost reamenajată pentru a răspunde nevoilor noii religii. A fost reconstruită în 1643. În 1838 a început să se deterioreze, în 1851 o parte s-a prăbușit, astfel încât în 1863 localnicii au fost nevoiți să o reconstruiască.

## Imagini din exterior

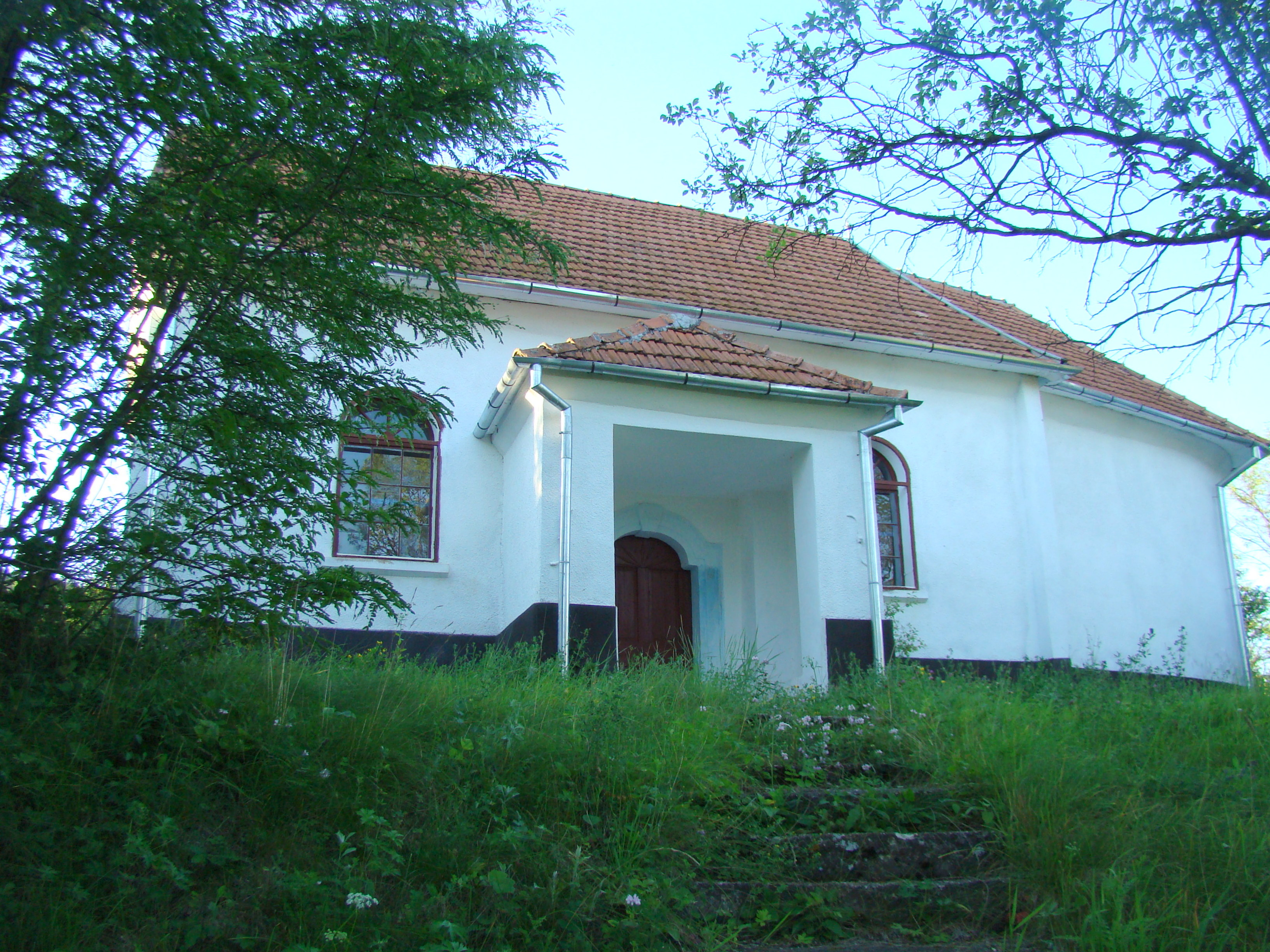
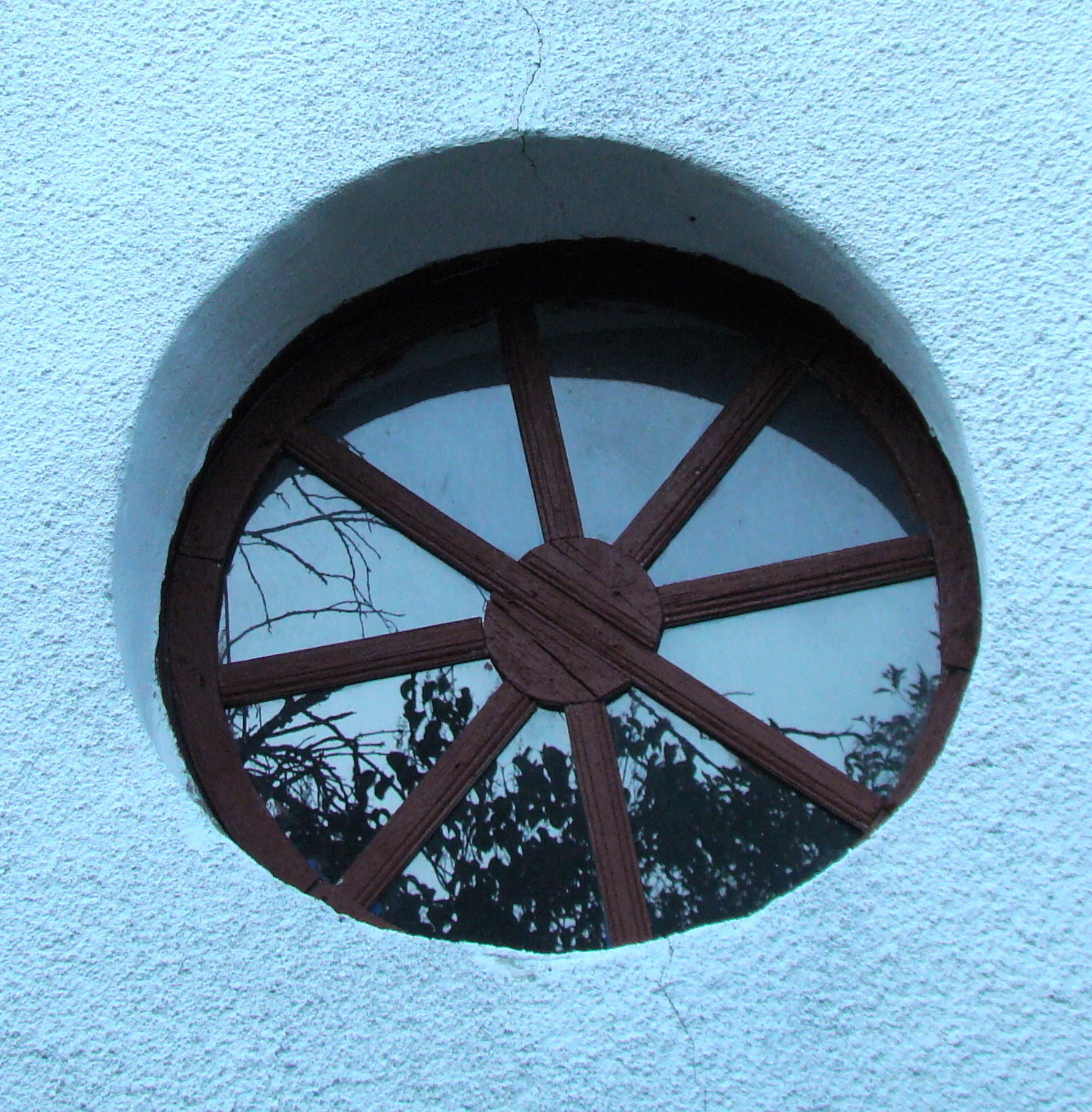
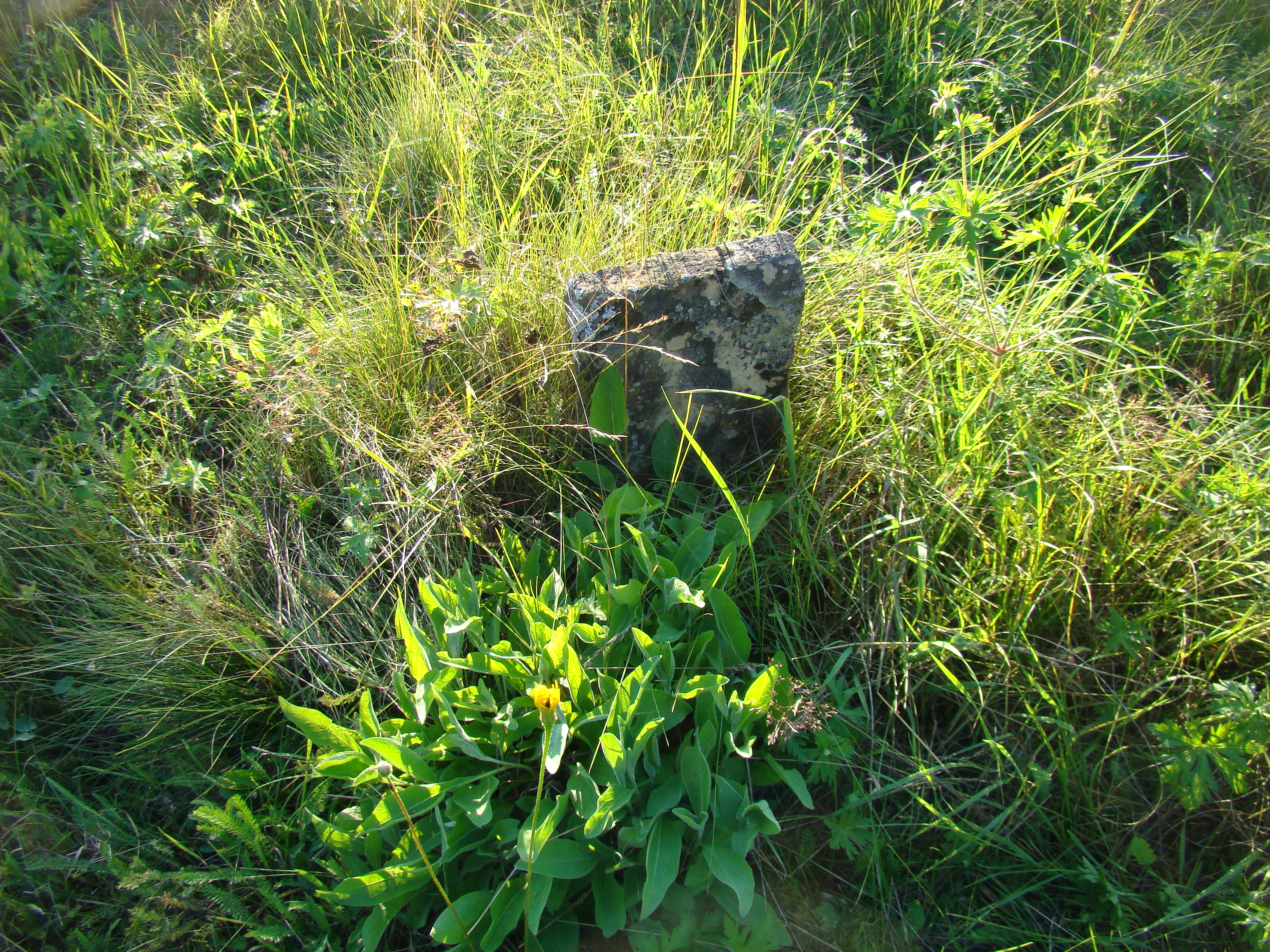
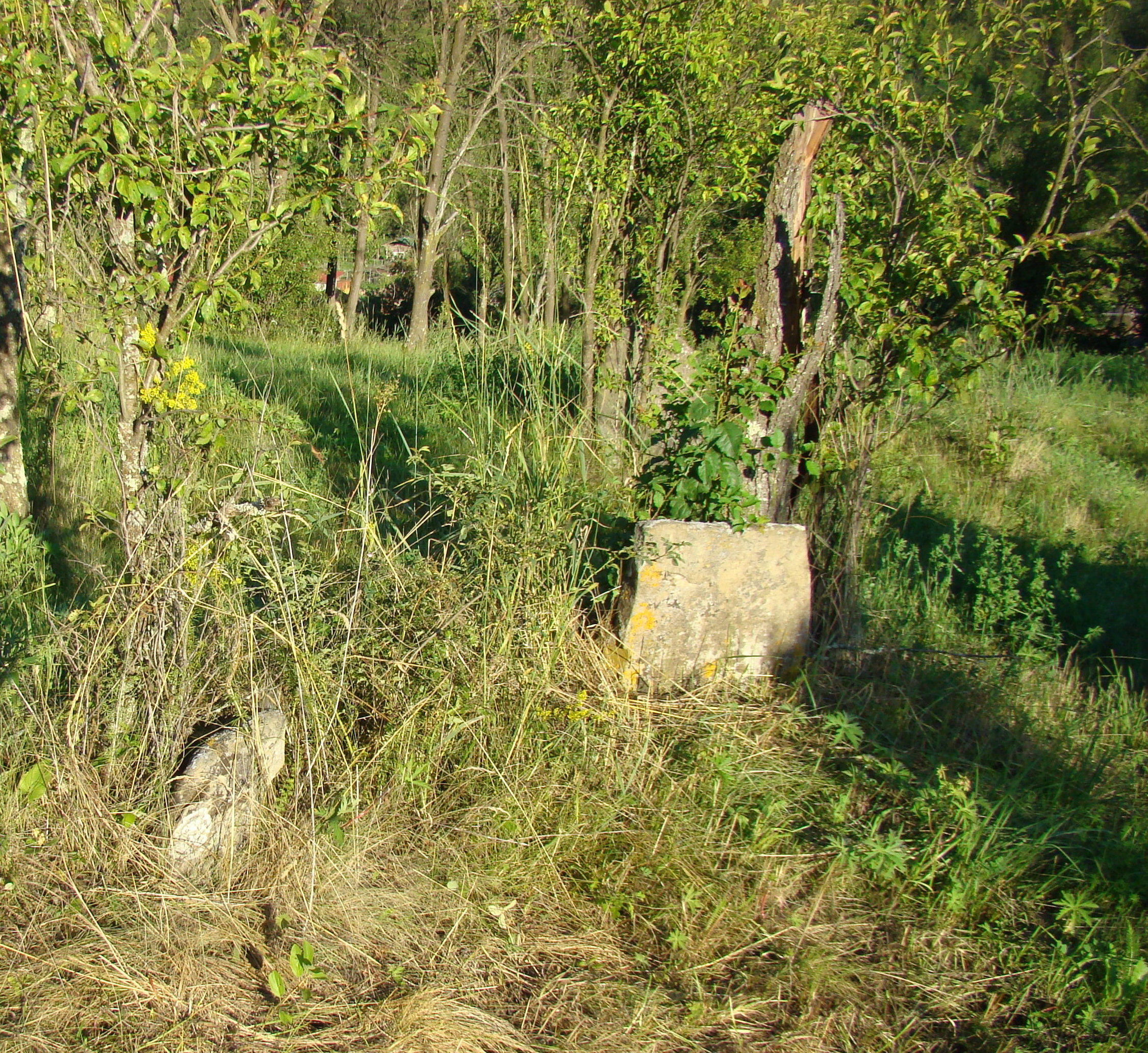
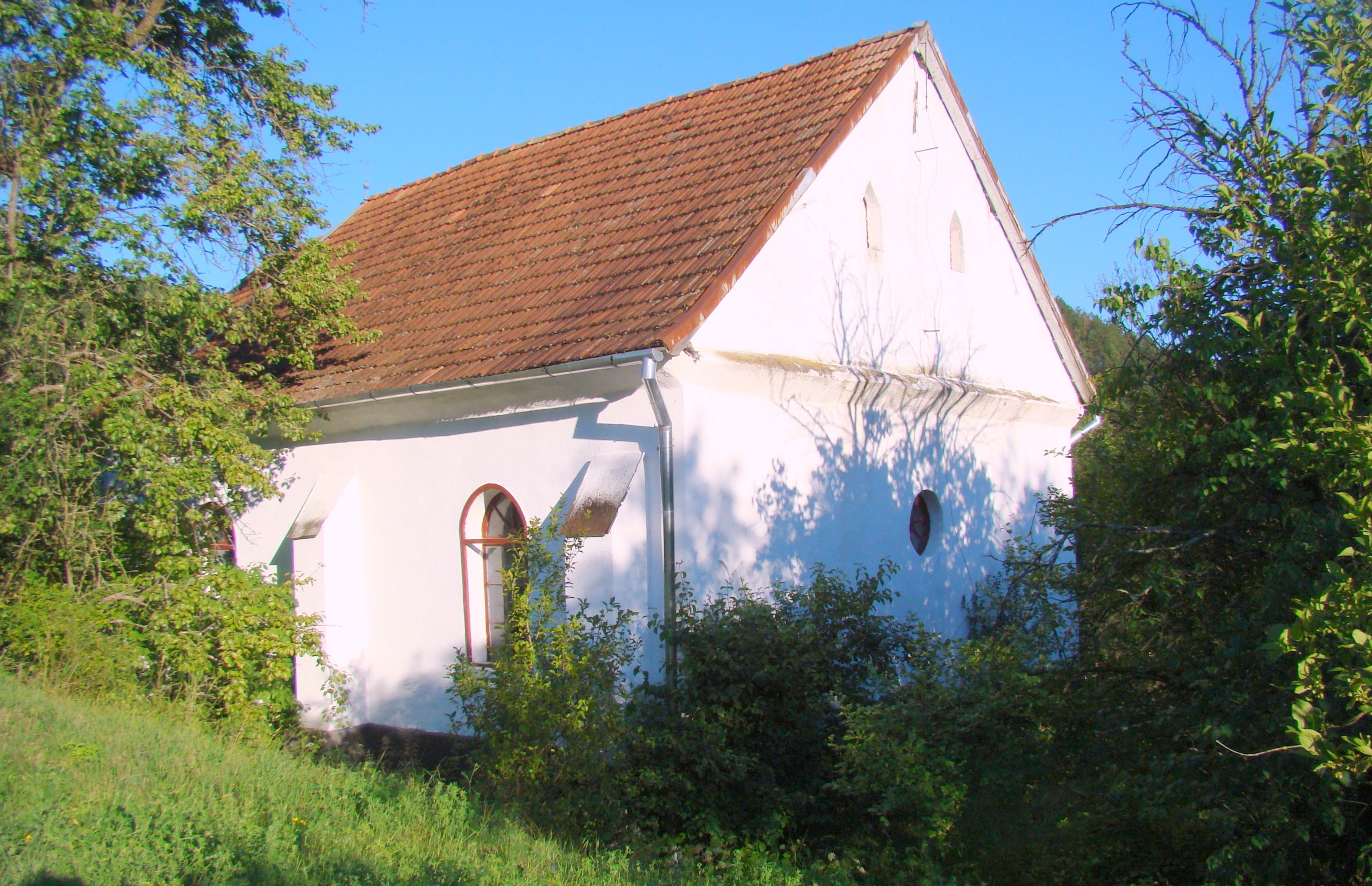
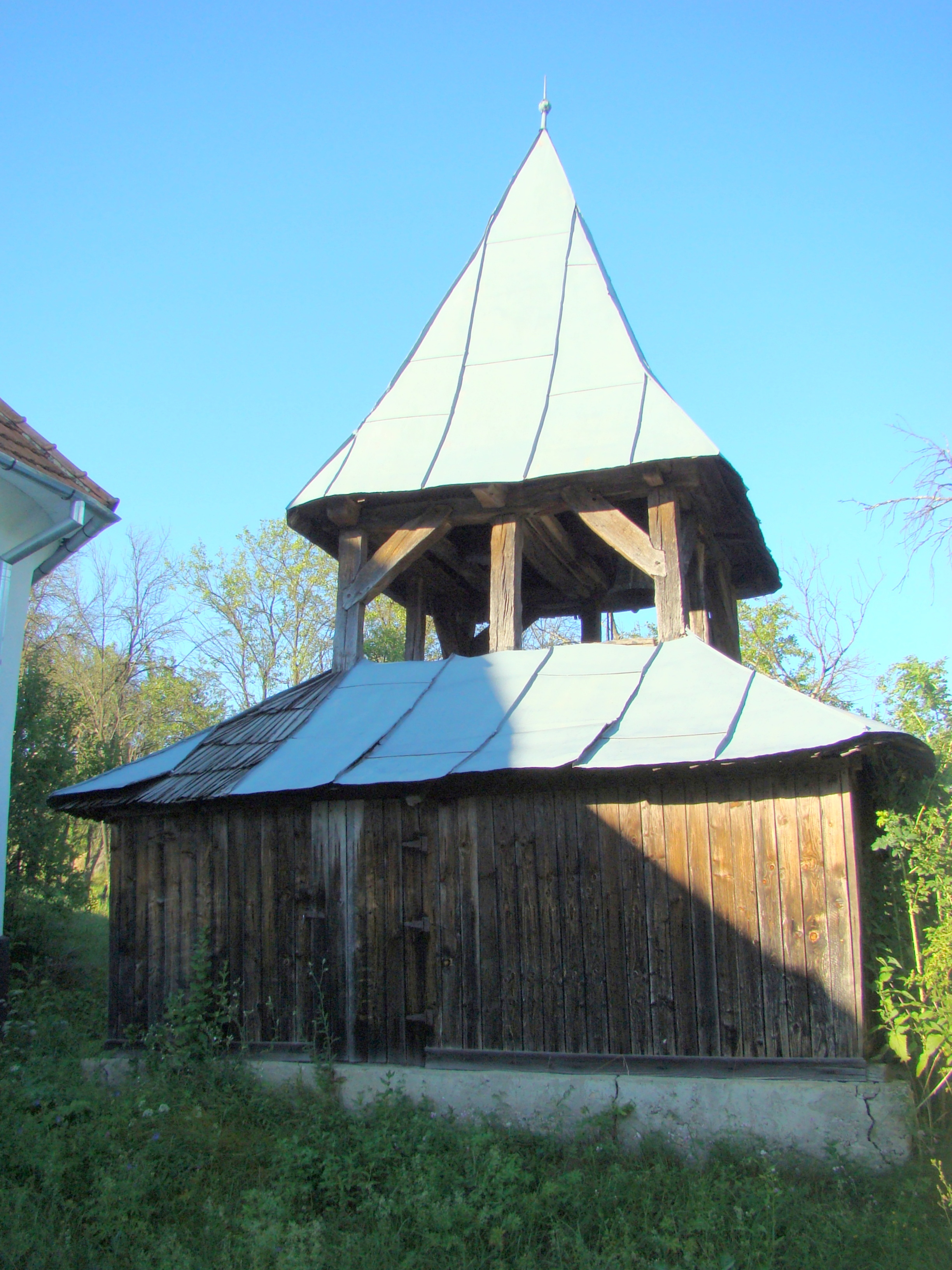
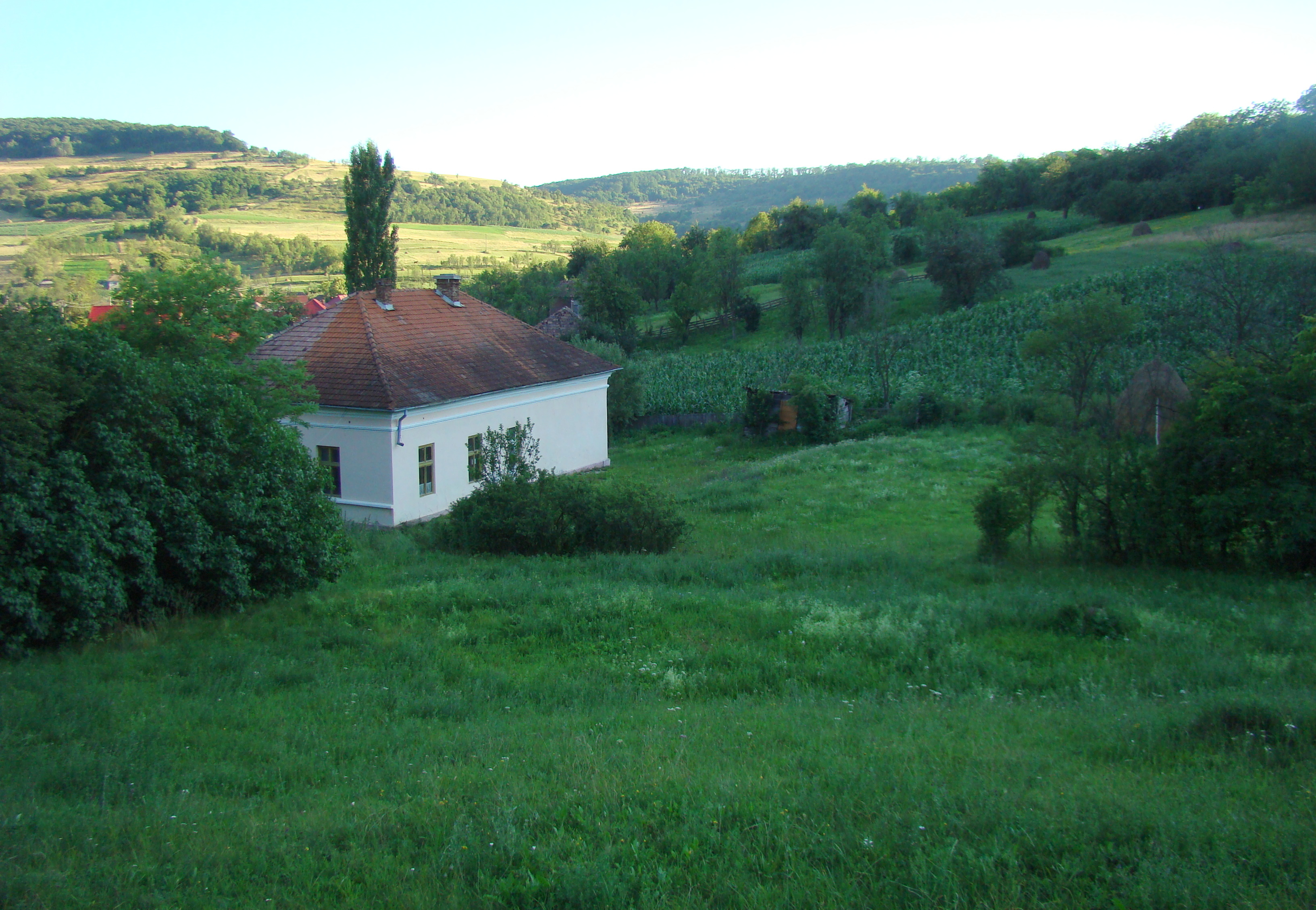
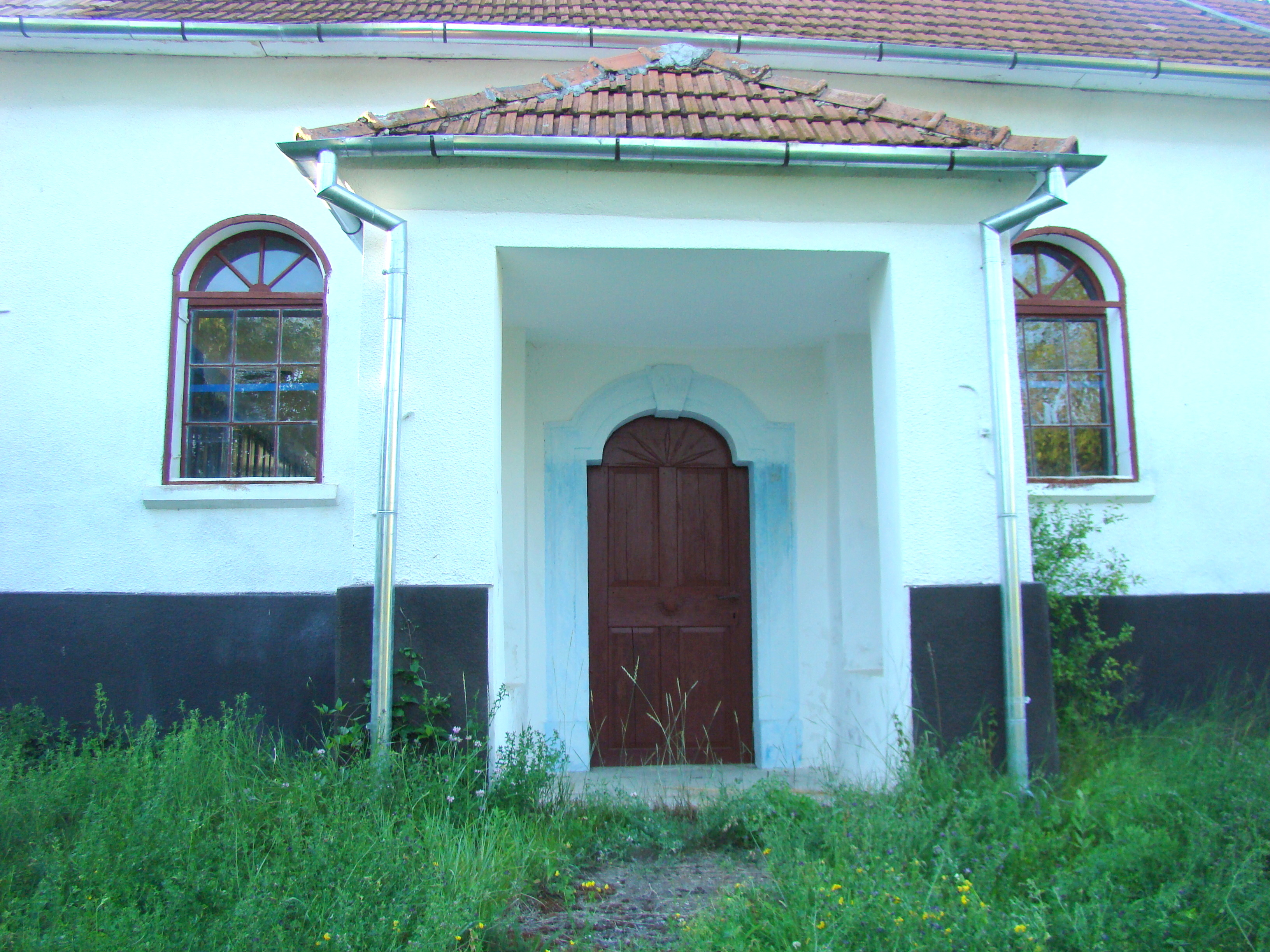
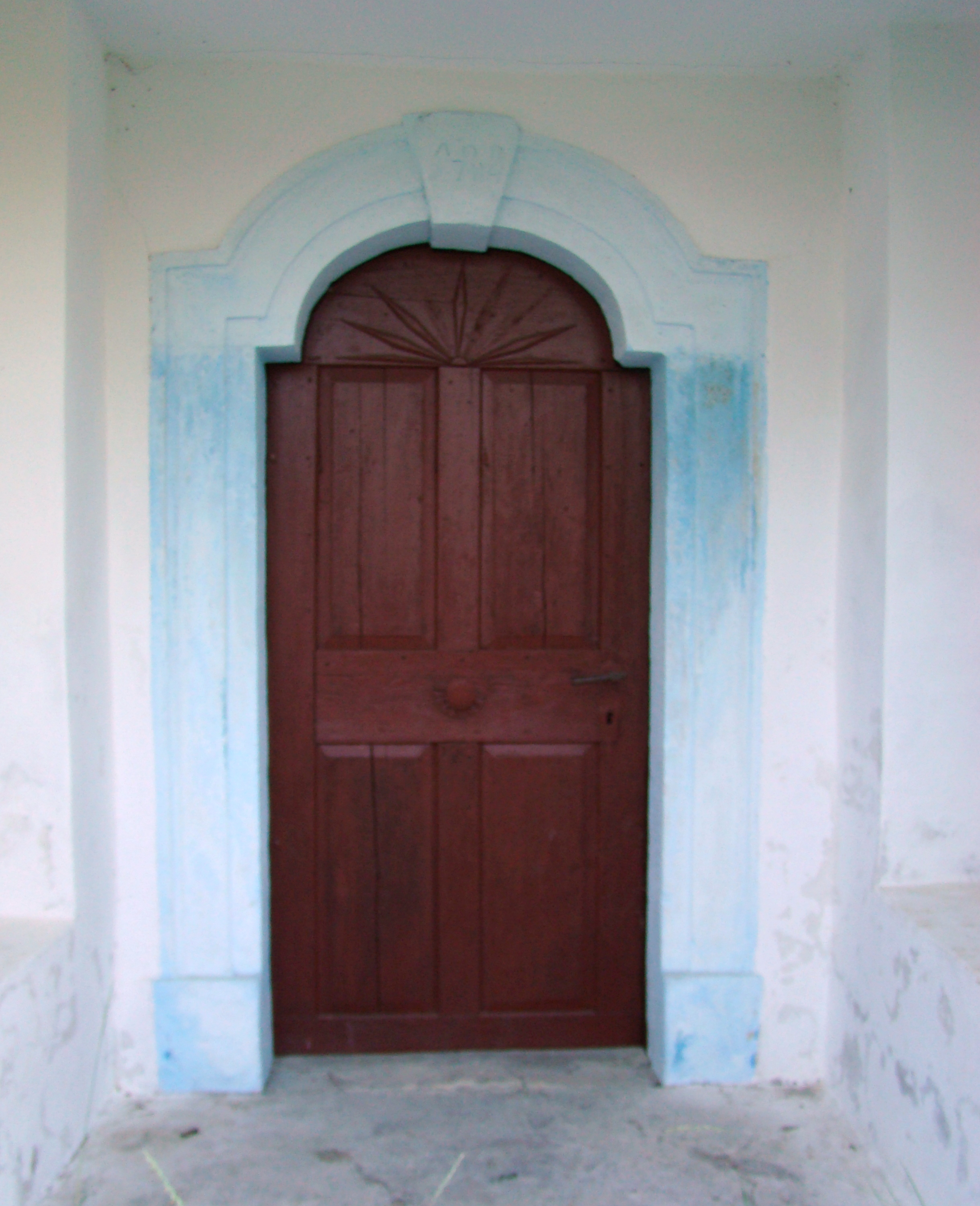
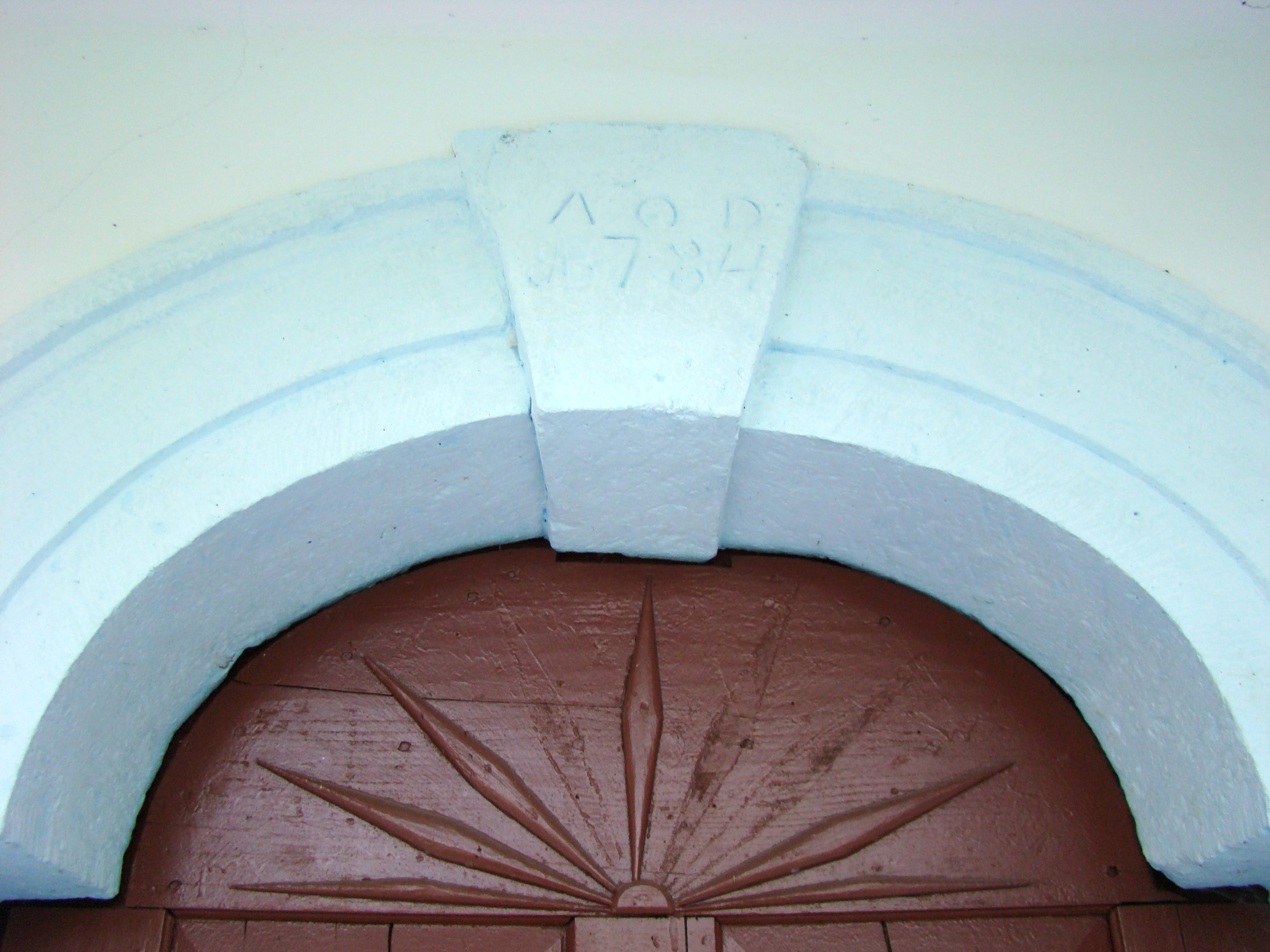
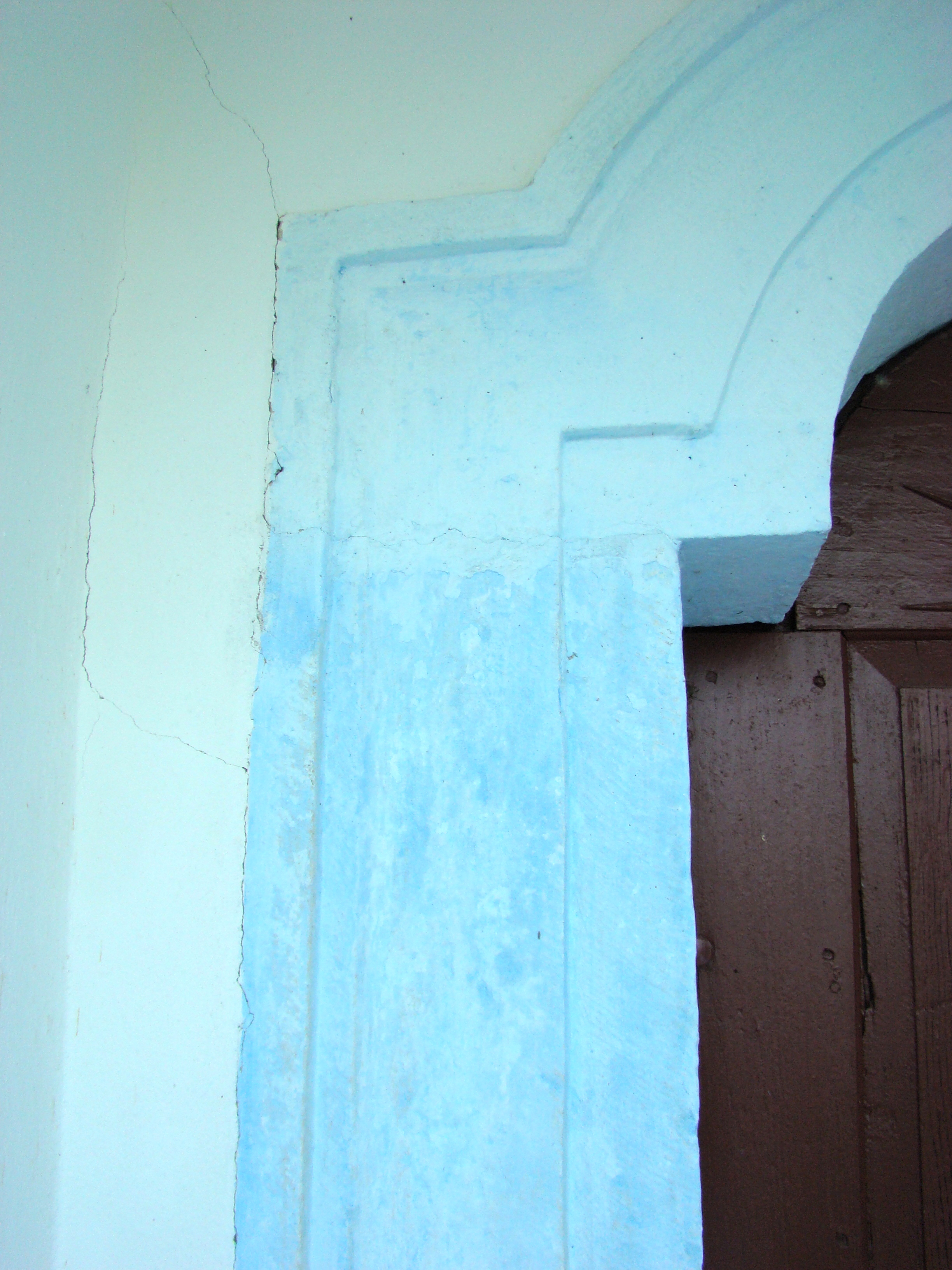
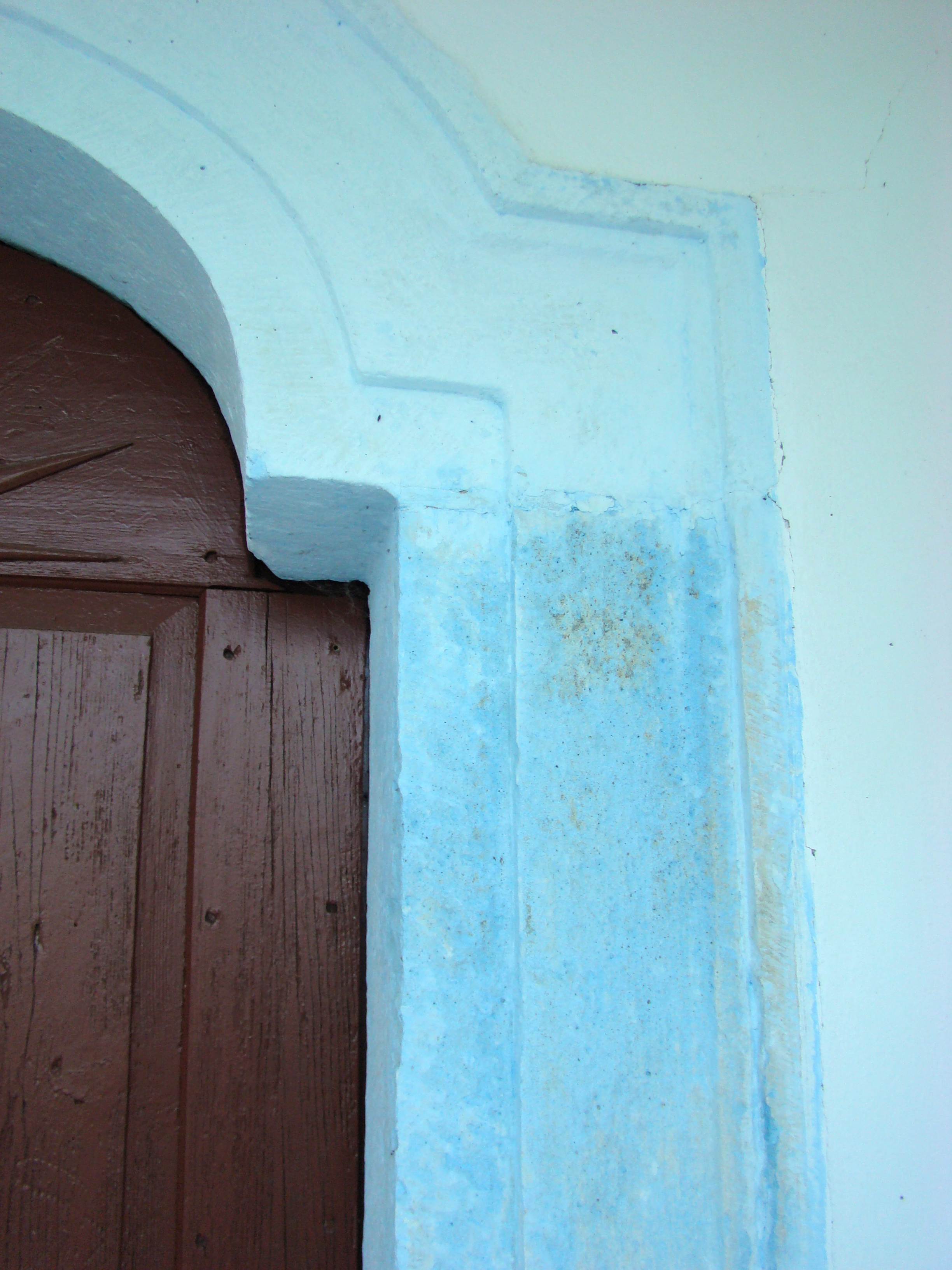
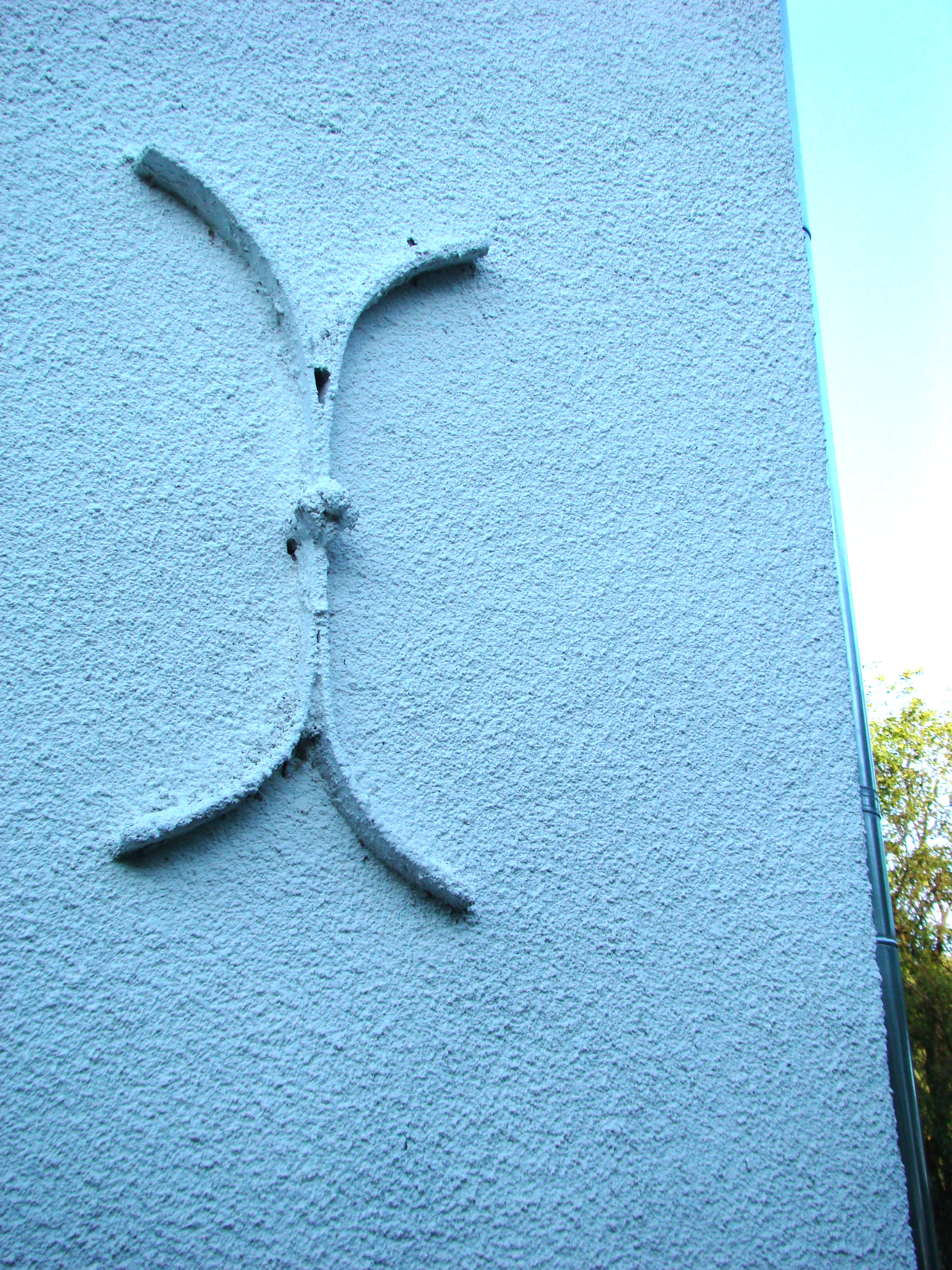
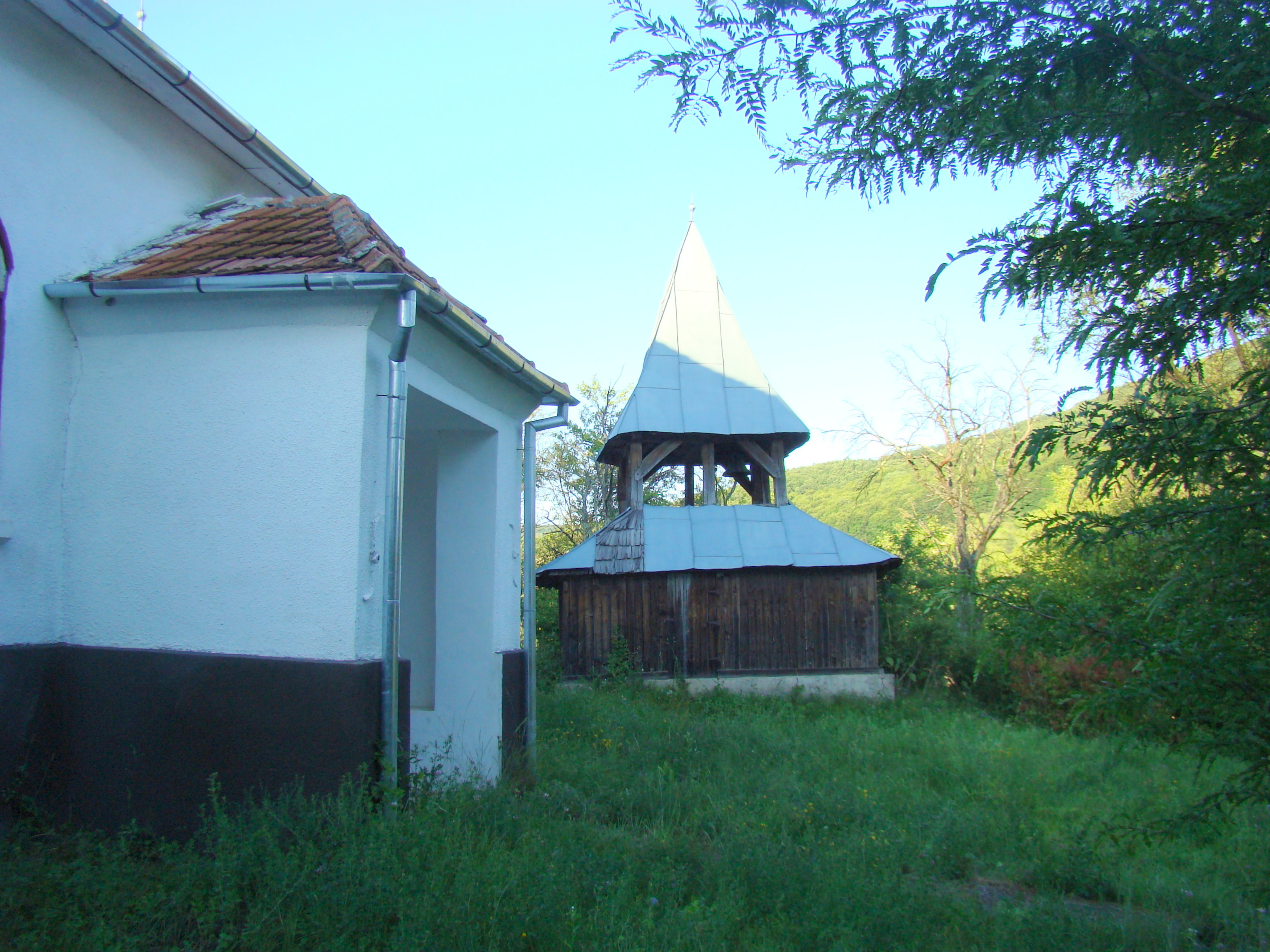
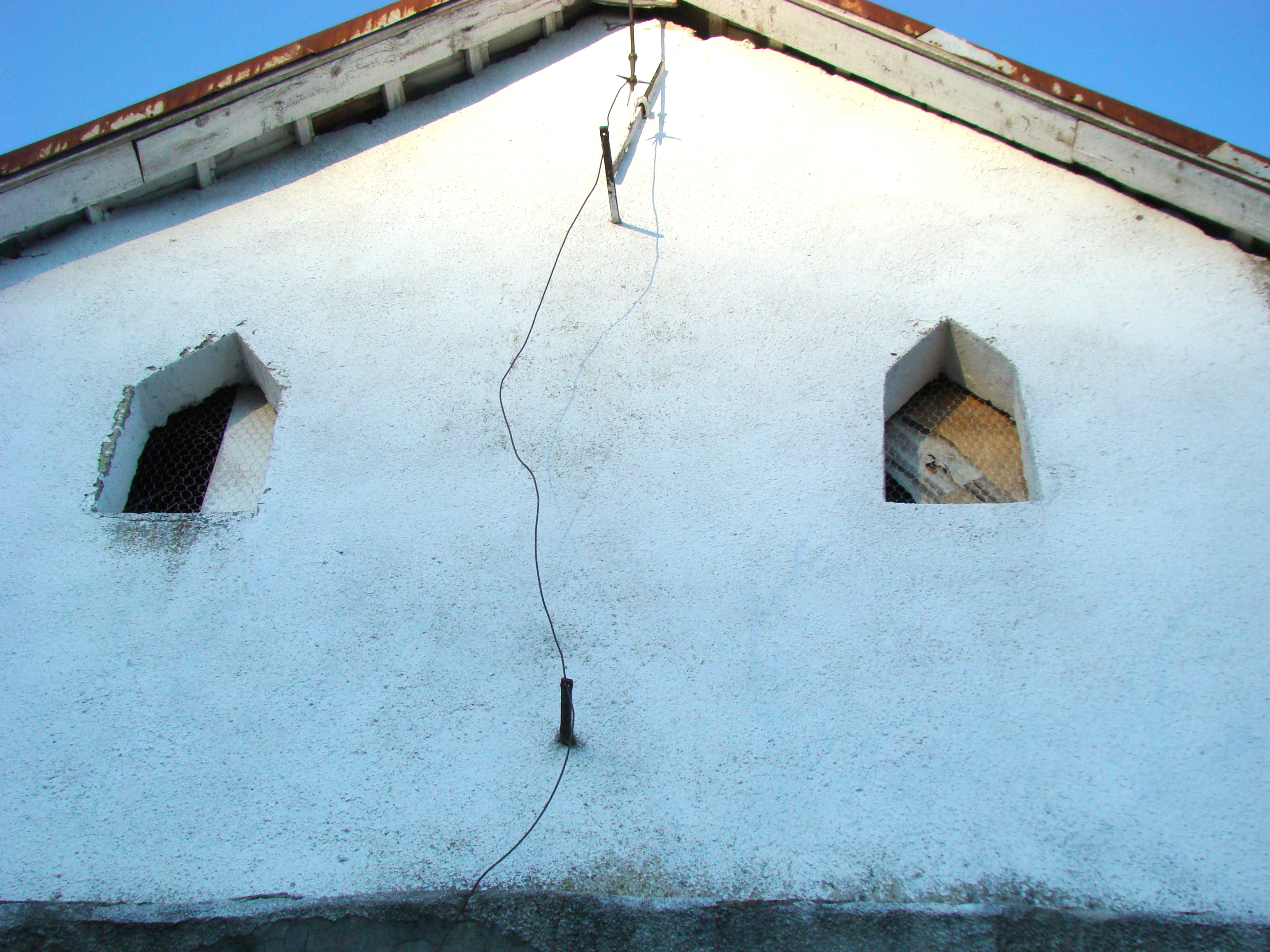
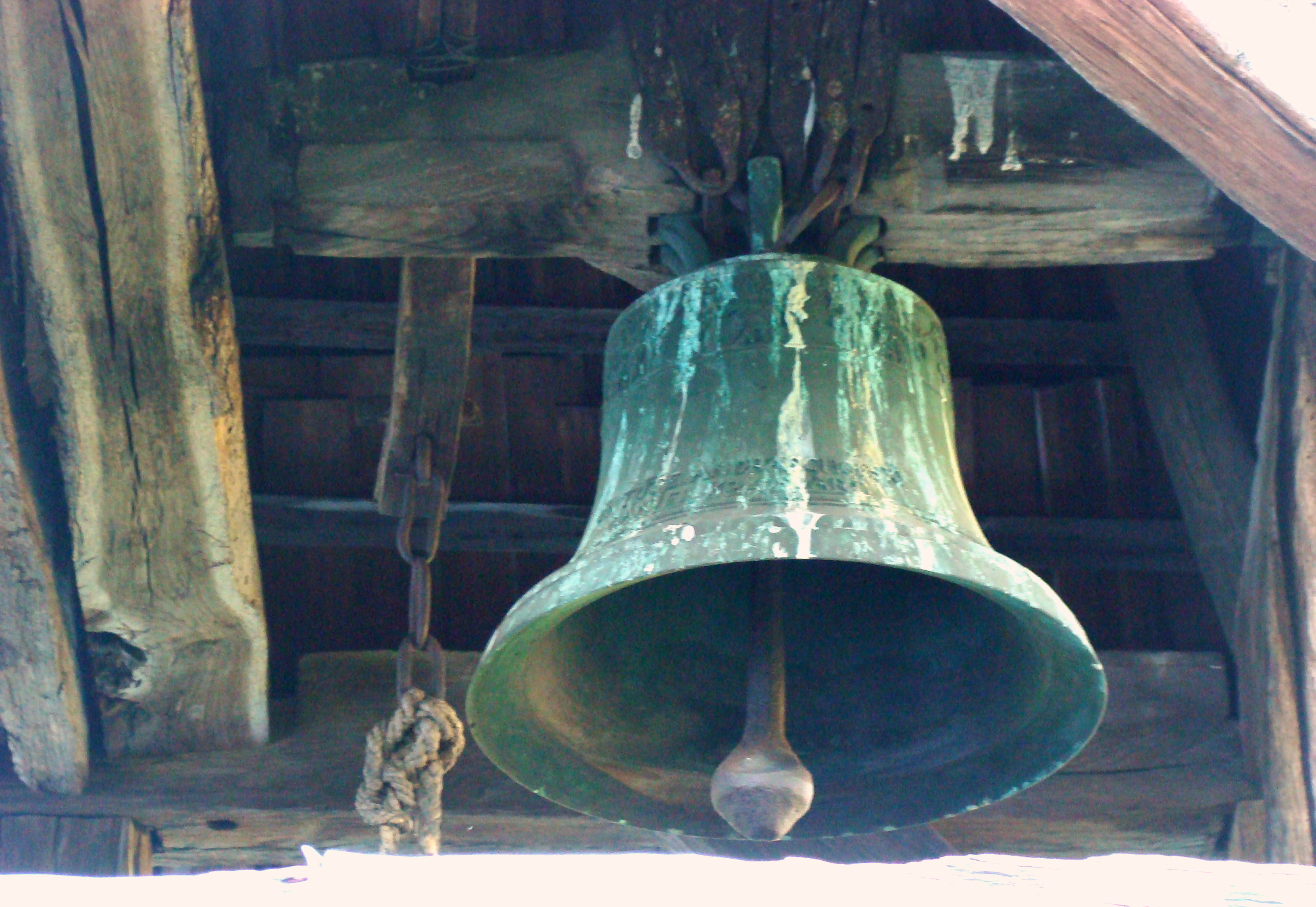
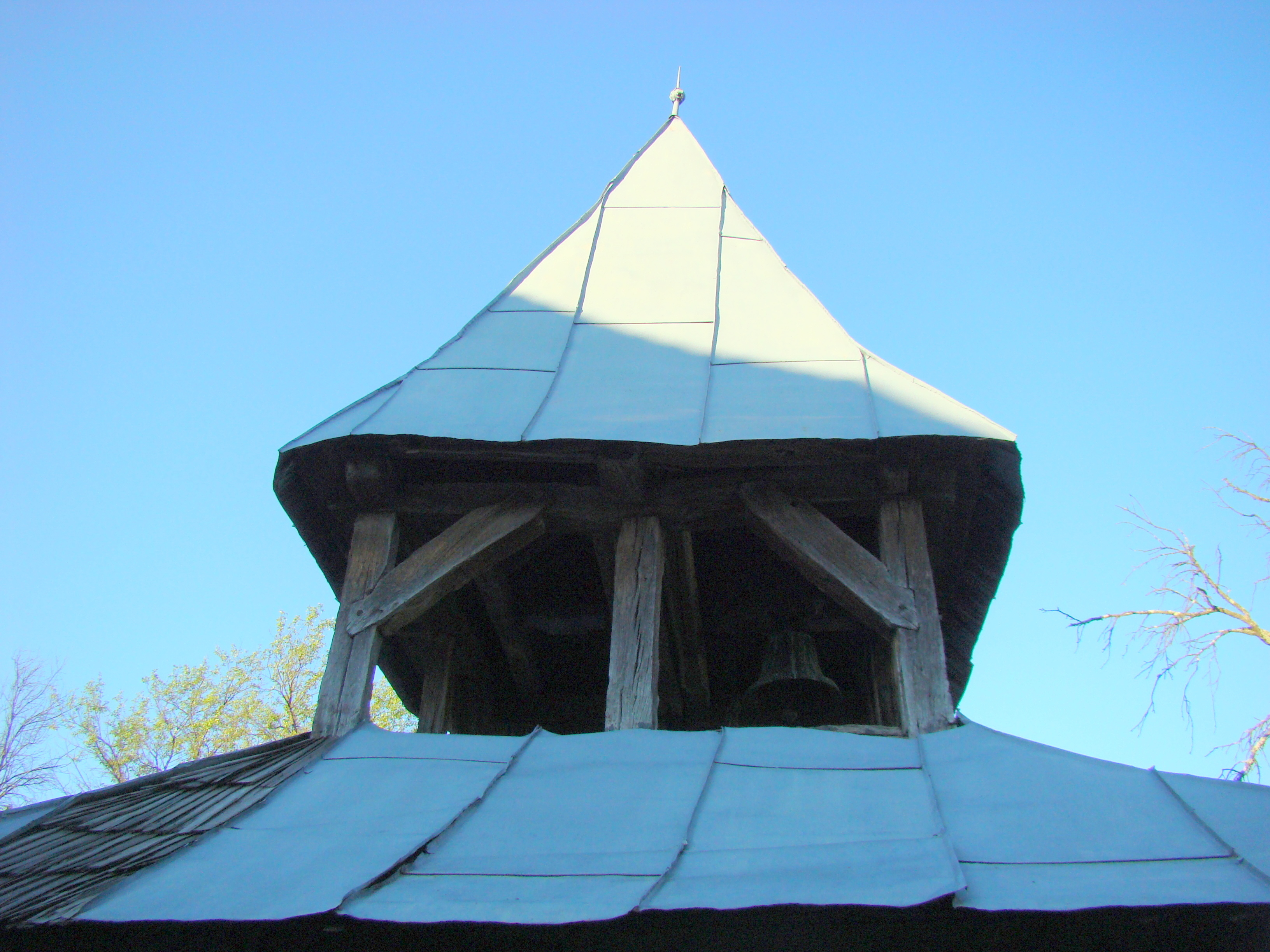
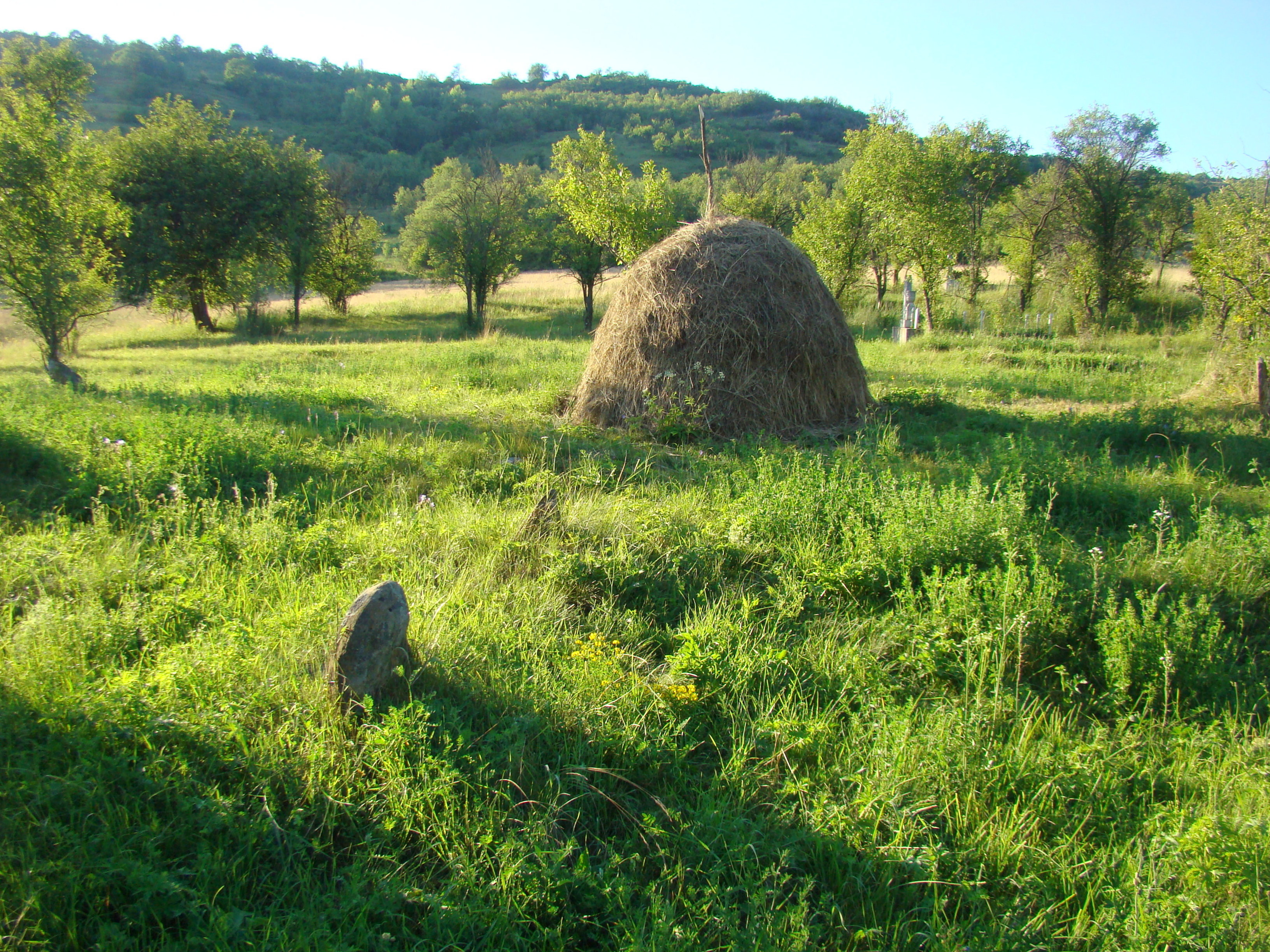

## Vezi și
- Diviciorii Mari, Cluj

## Imagini din interior

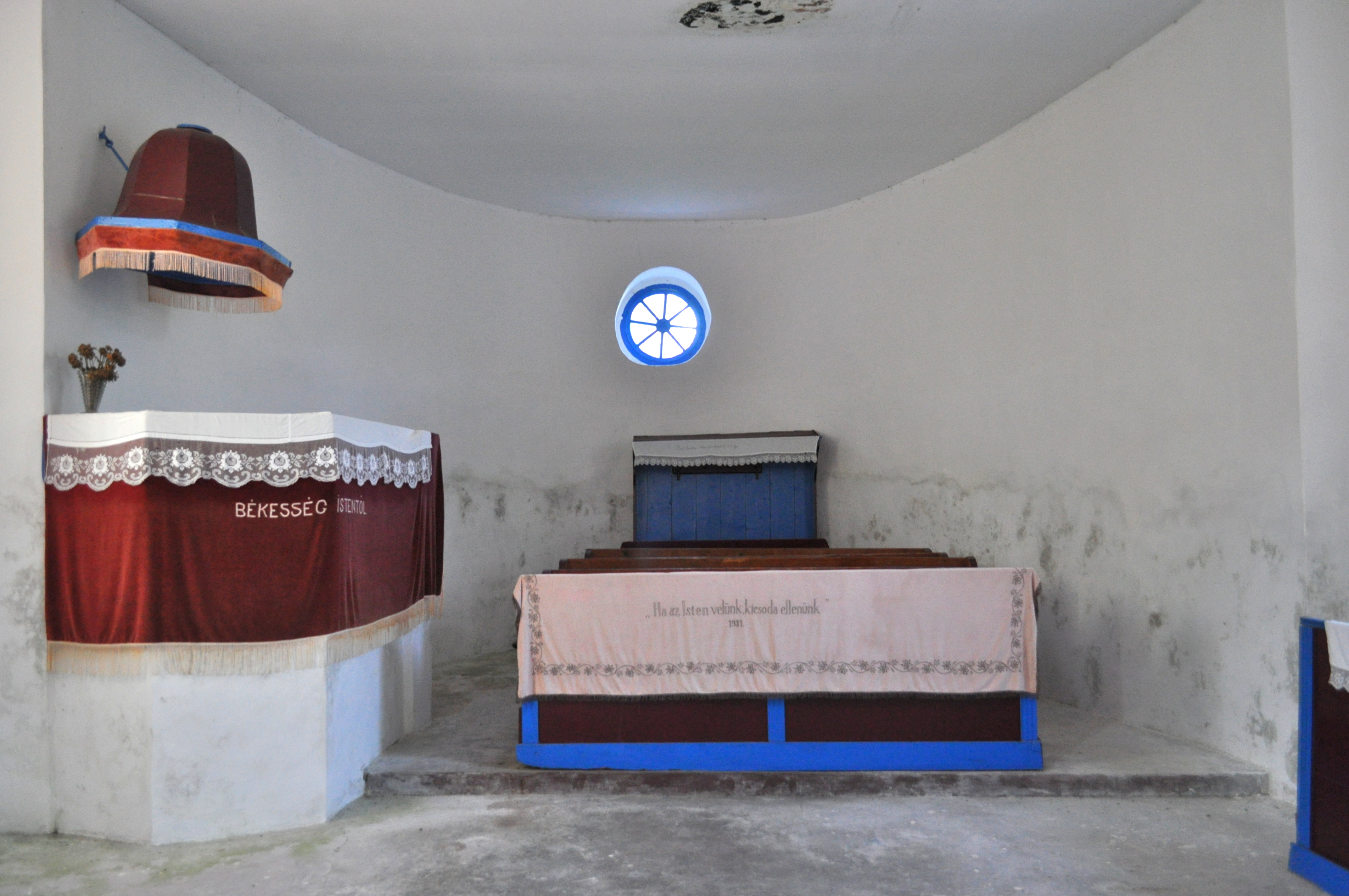
Interiorul bisericii reformate din Diviciorii Mari
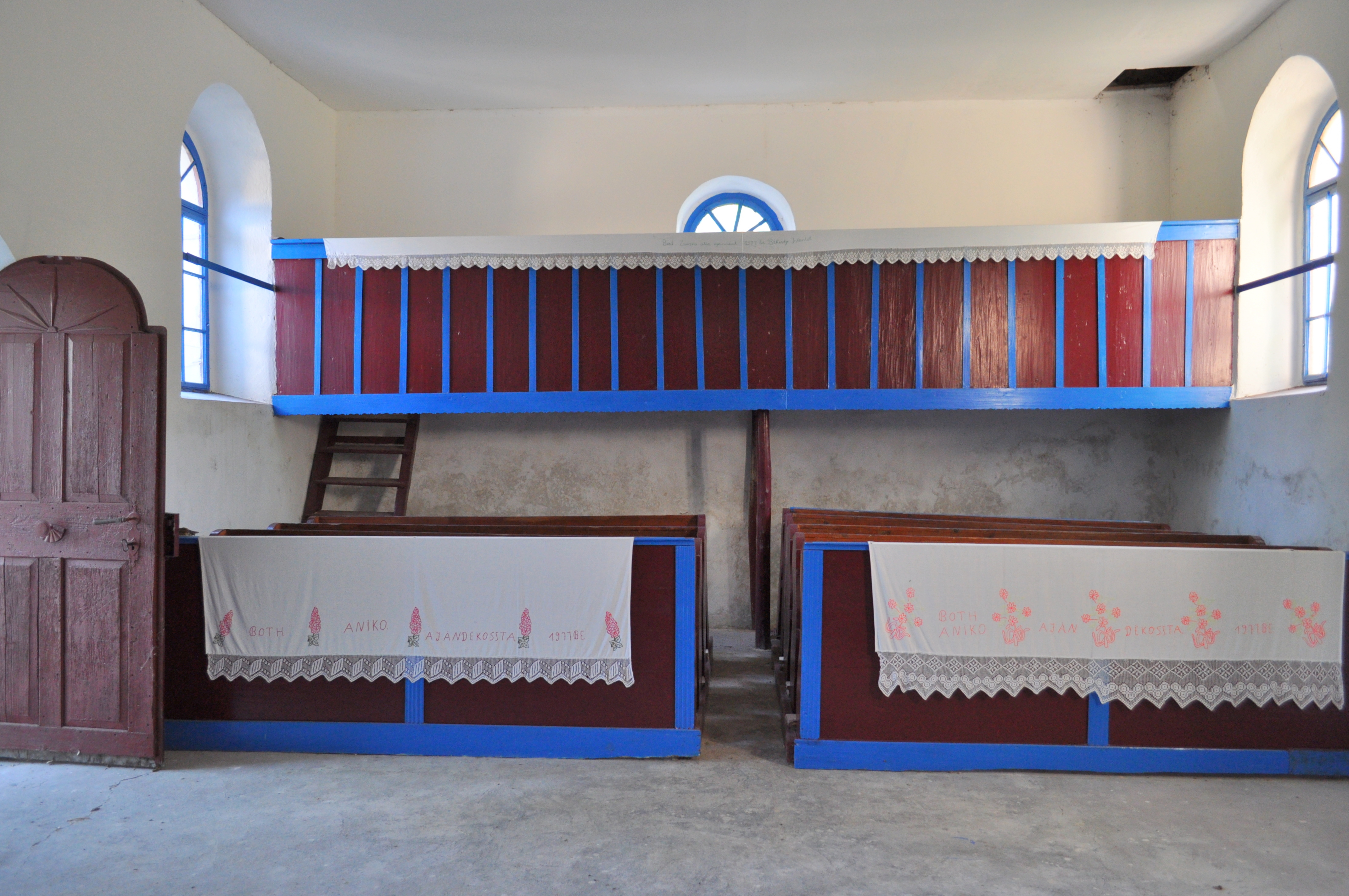
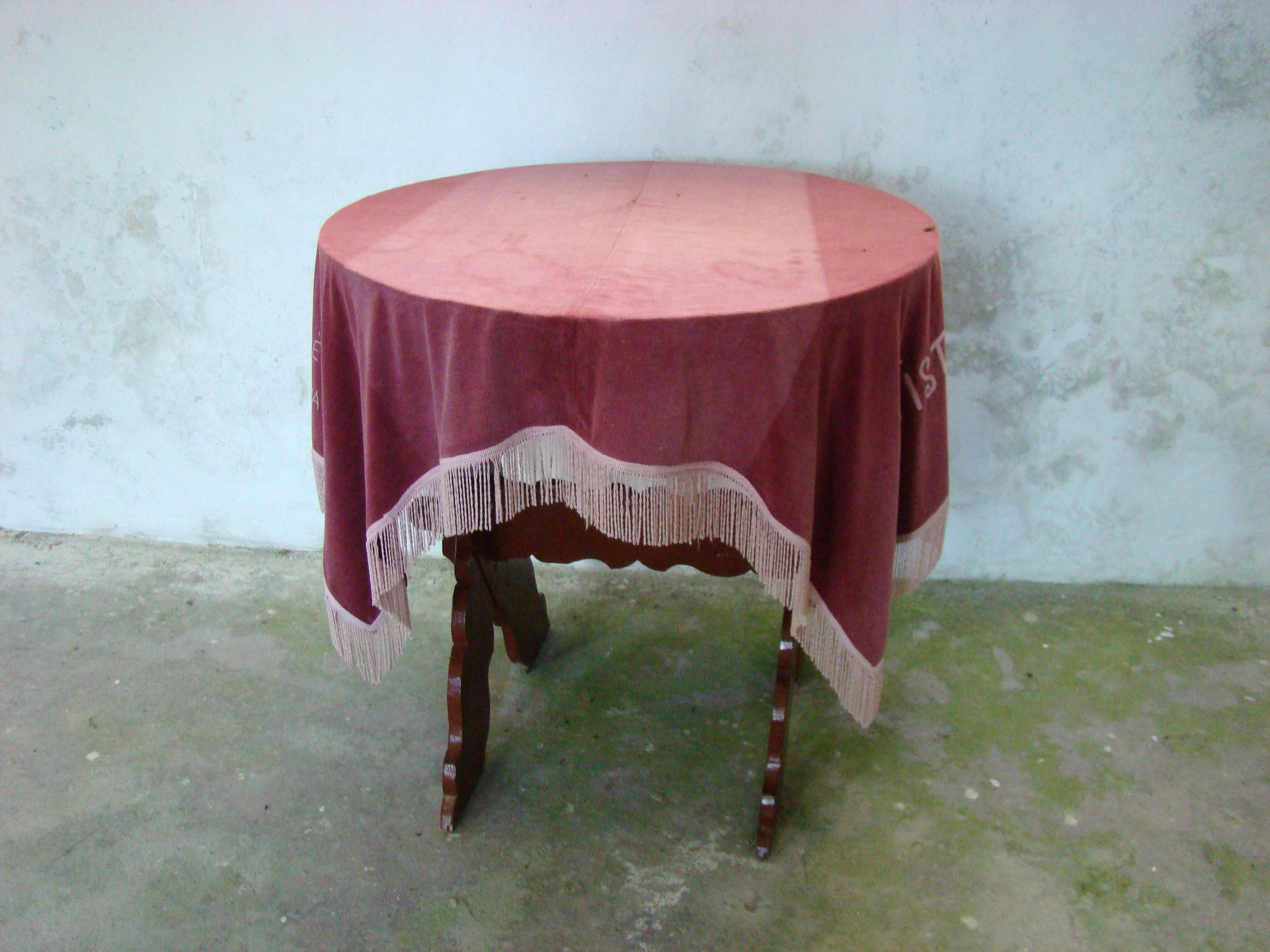
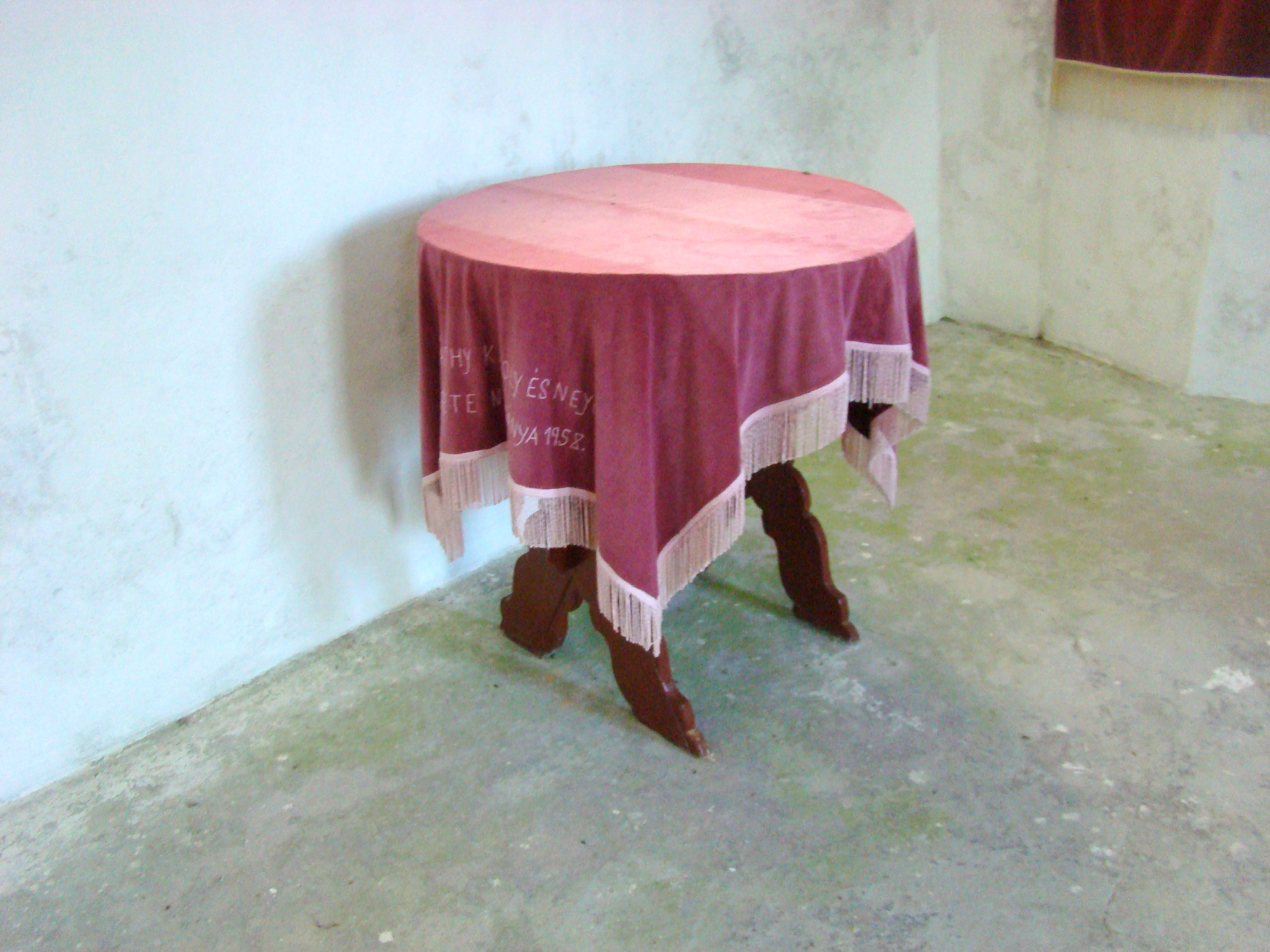
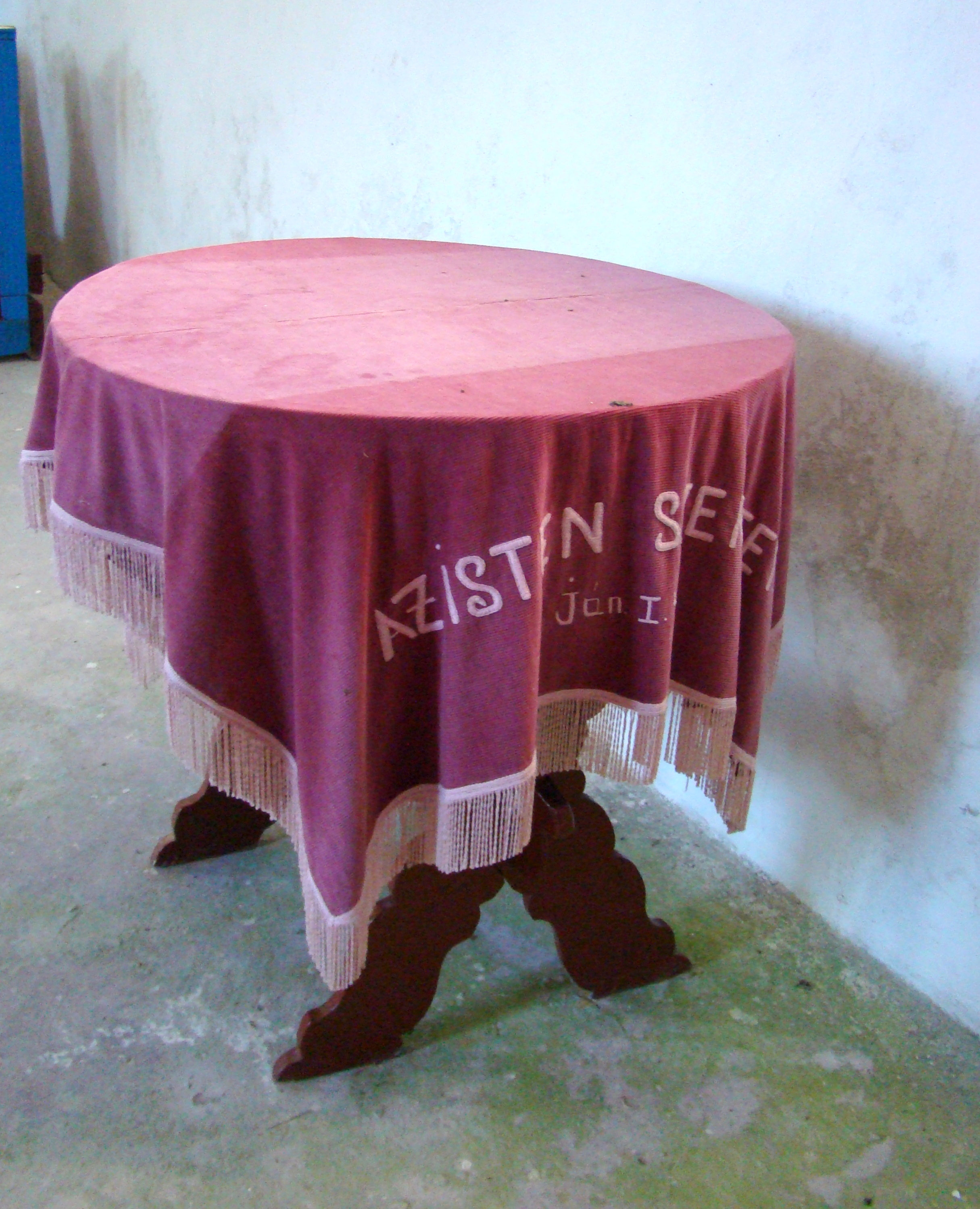
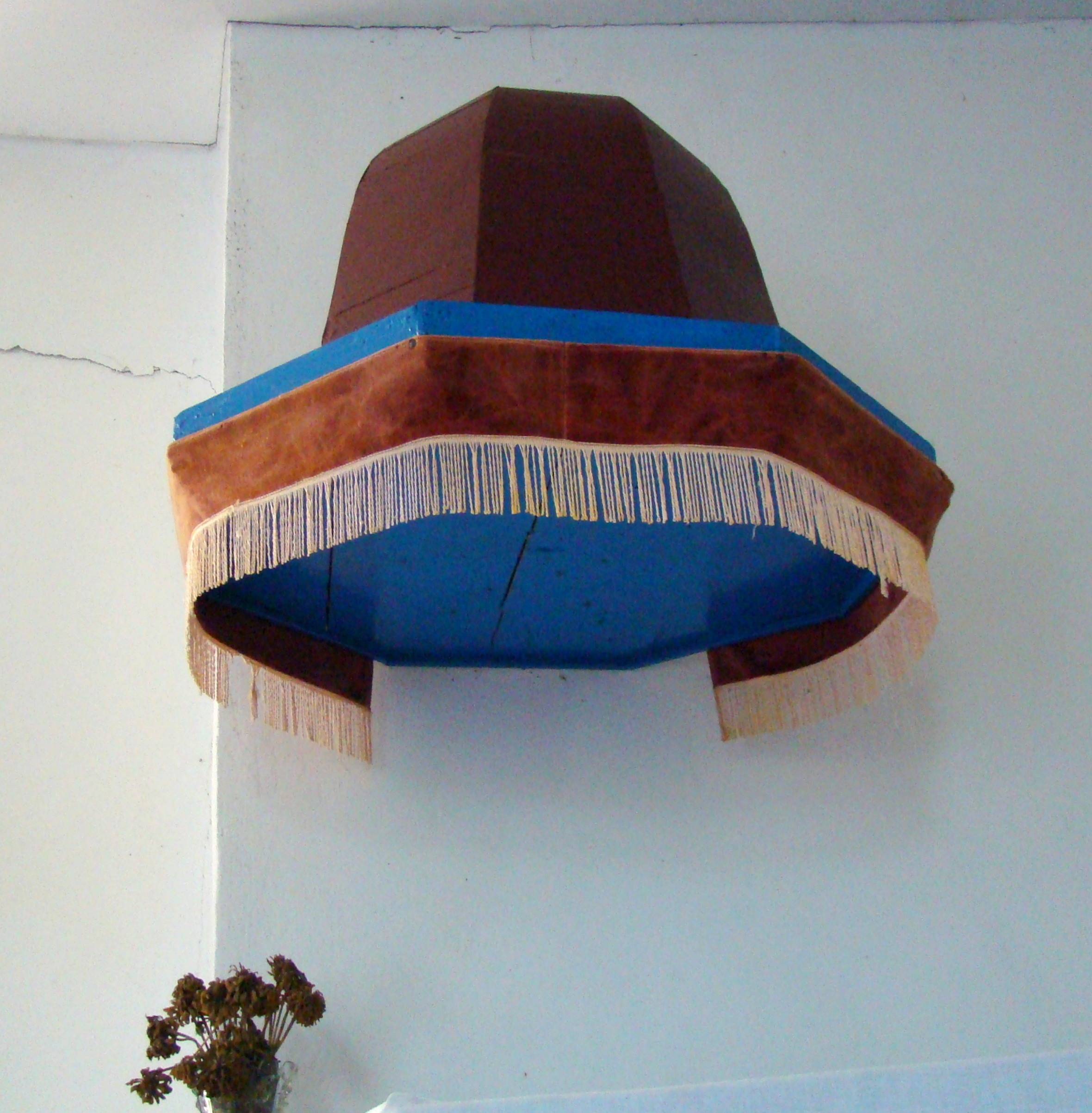
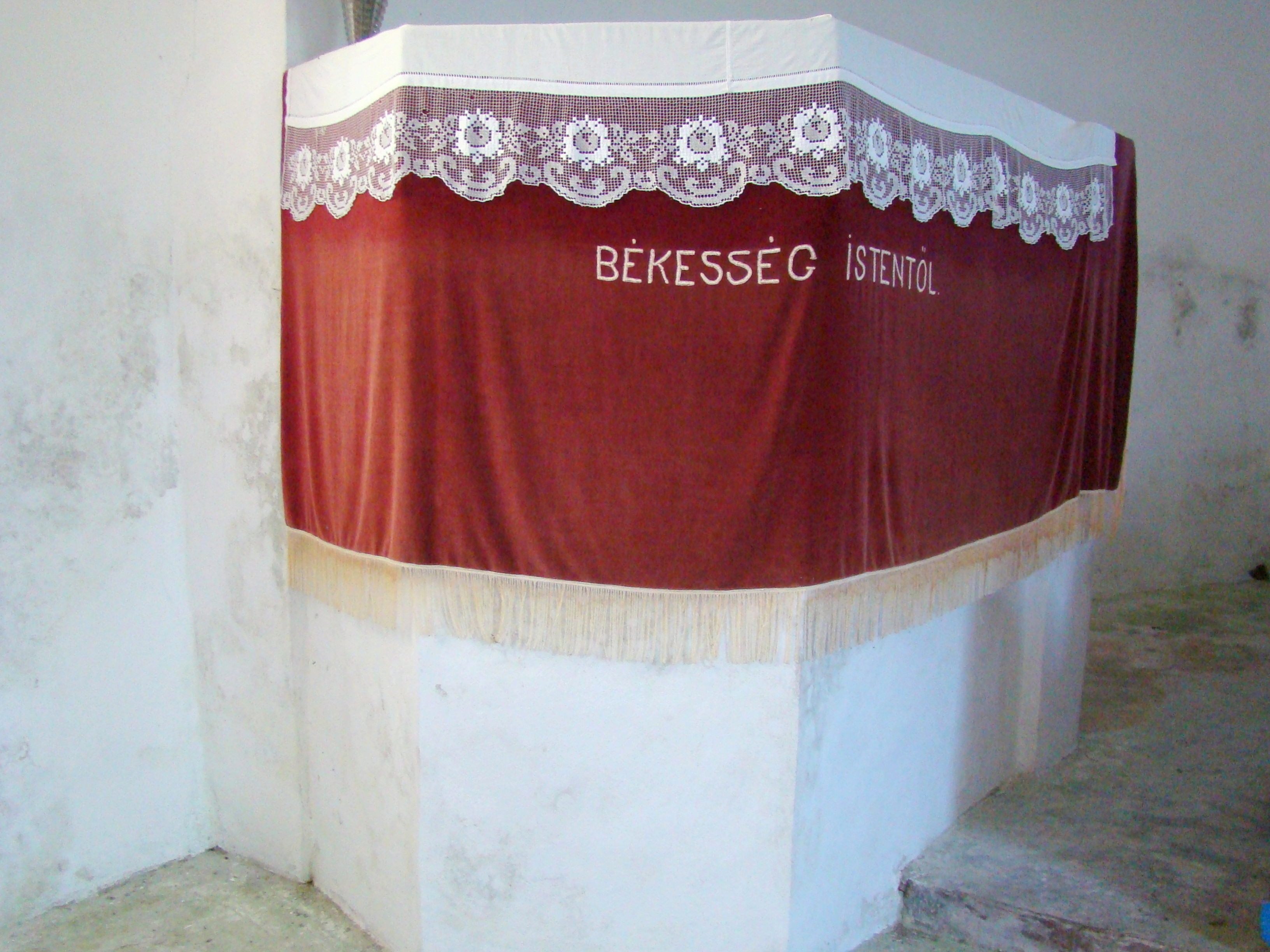
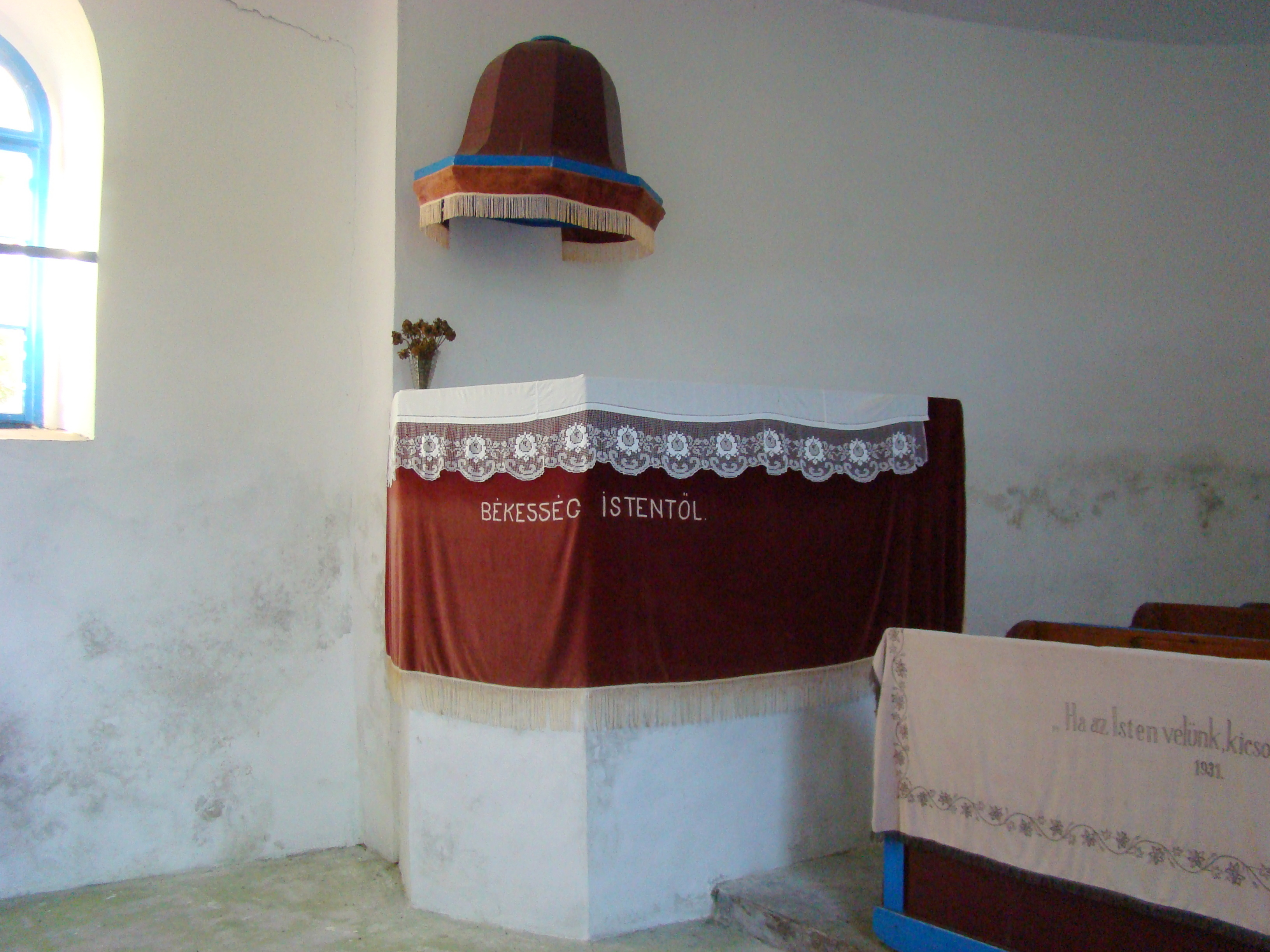
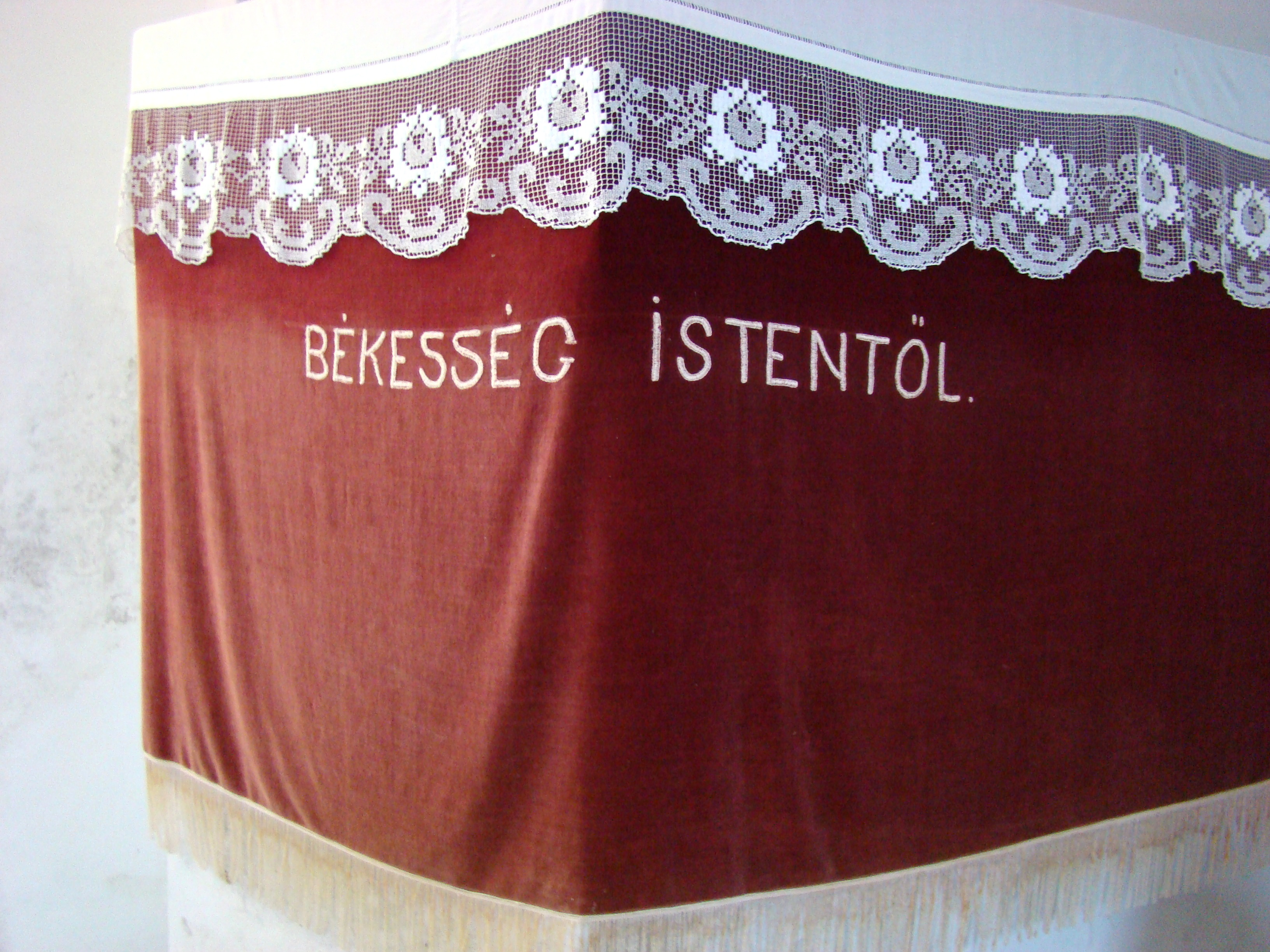
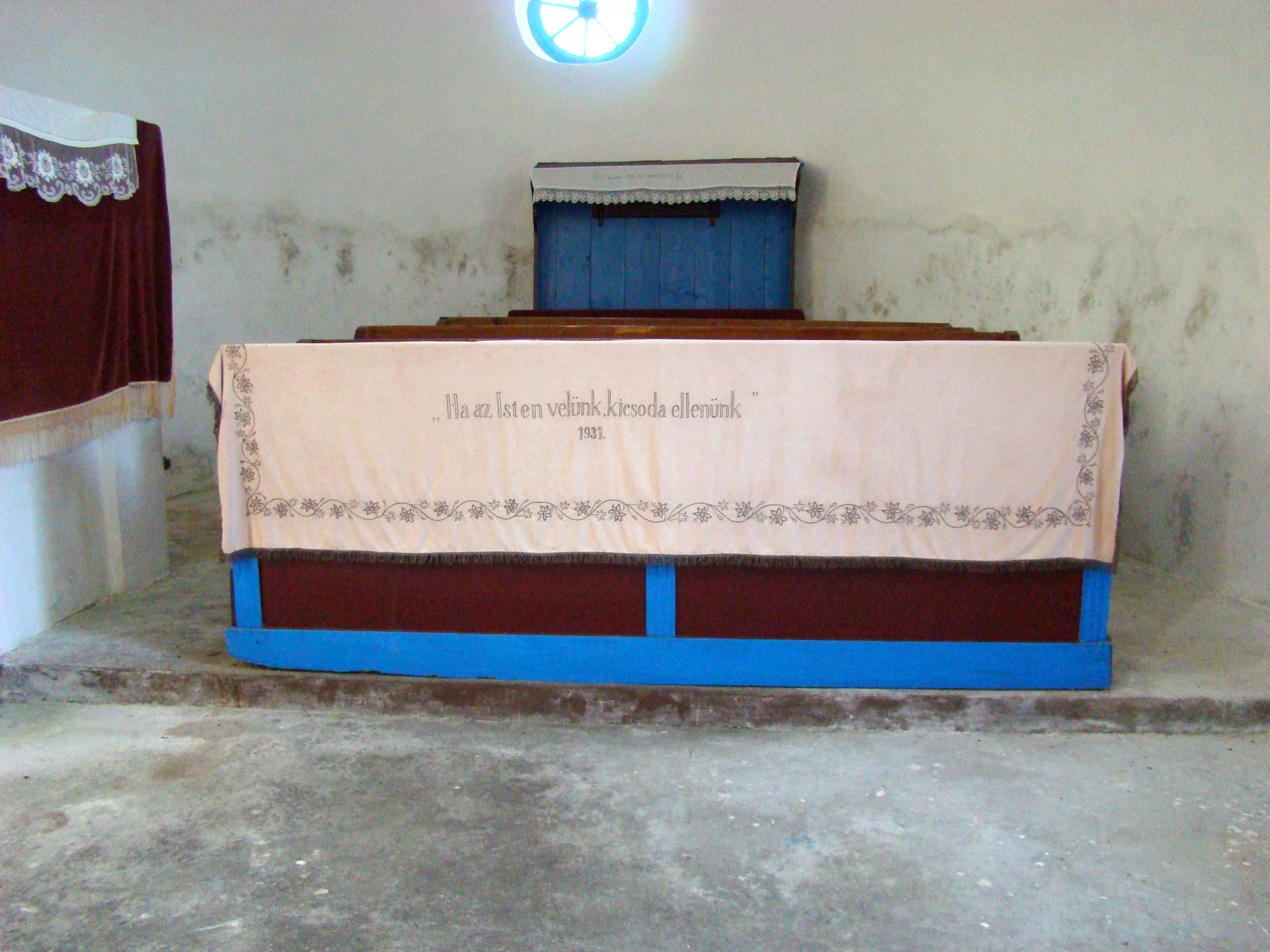
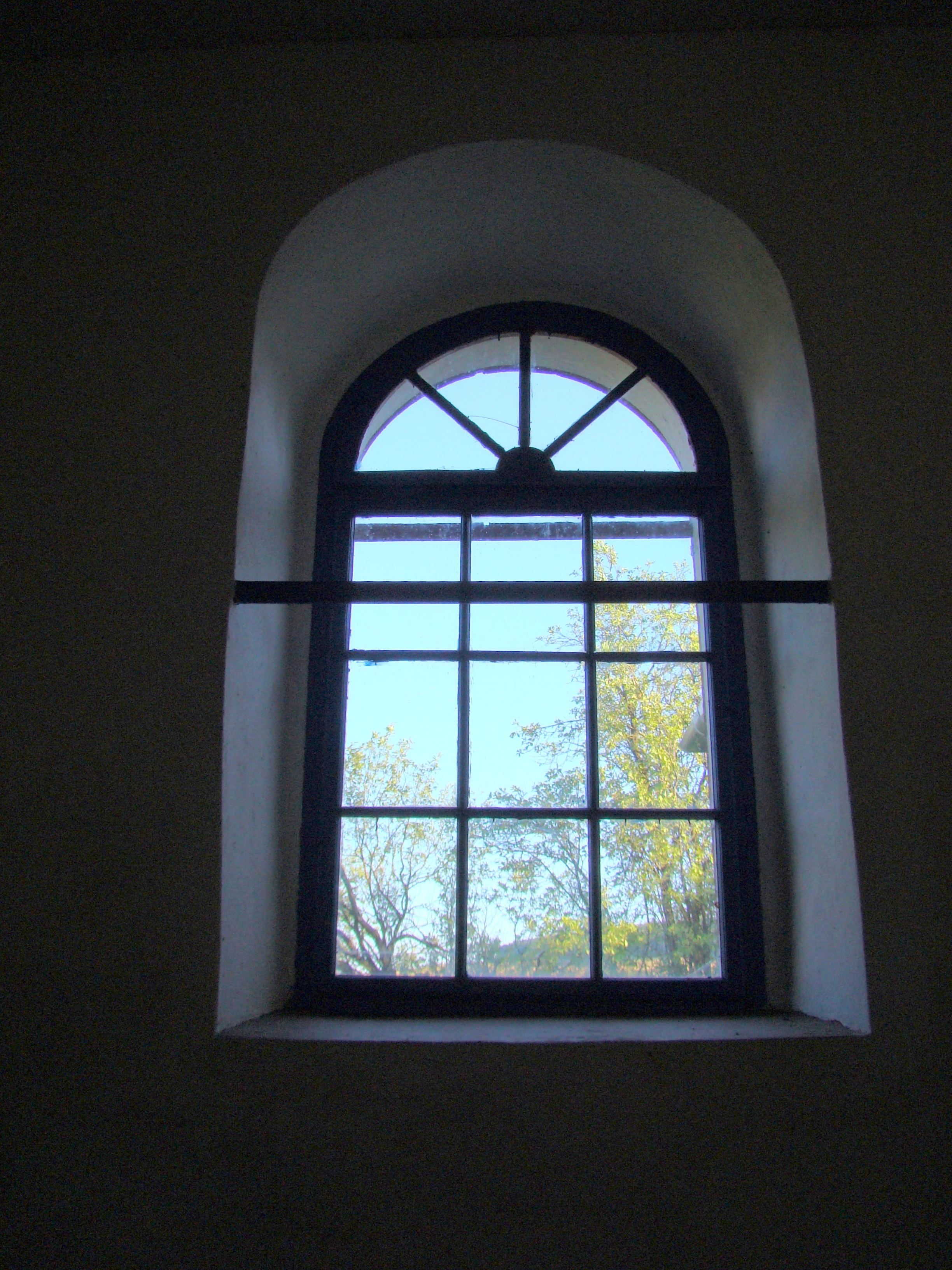
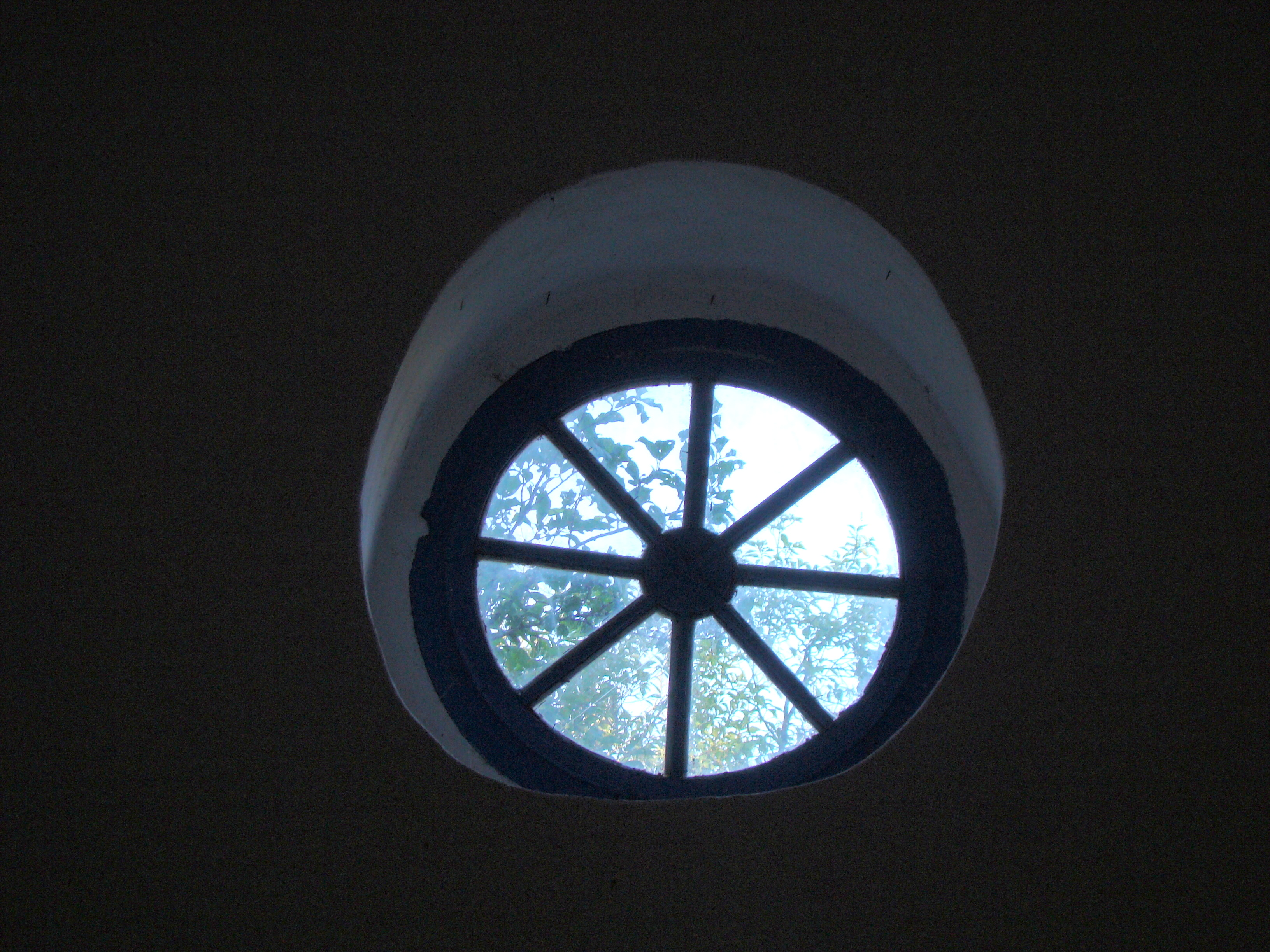
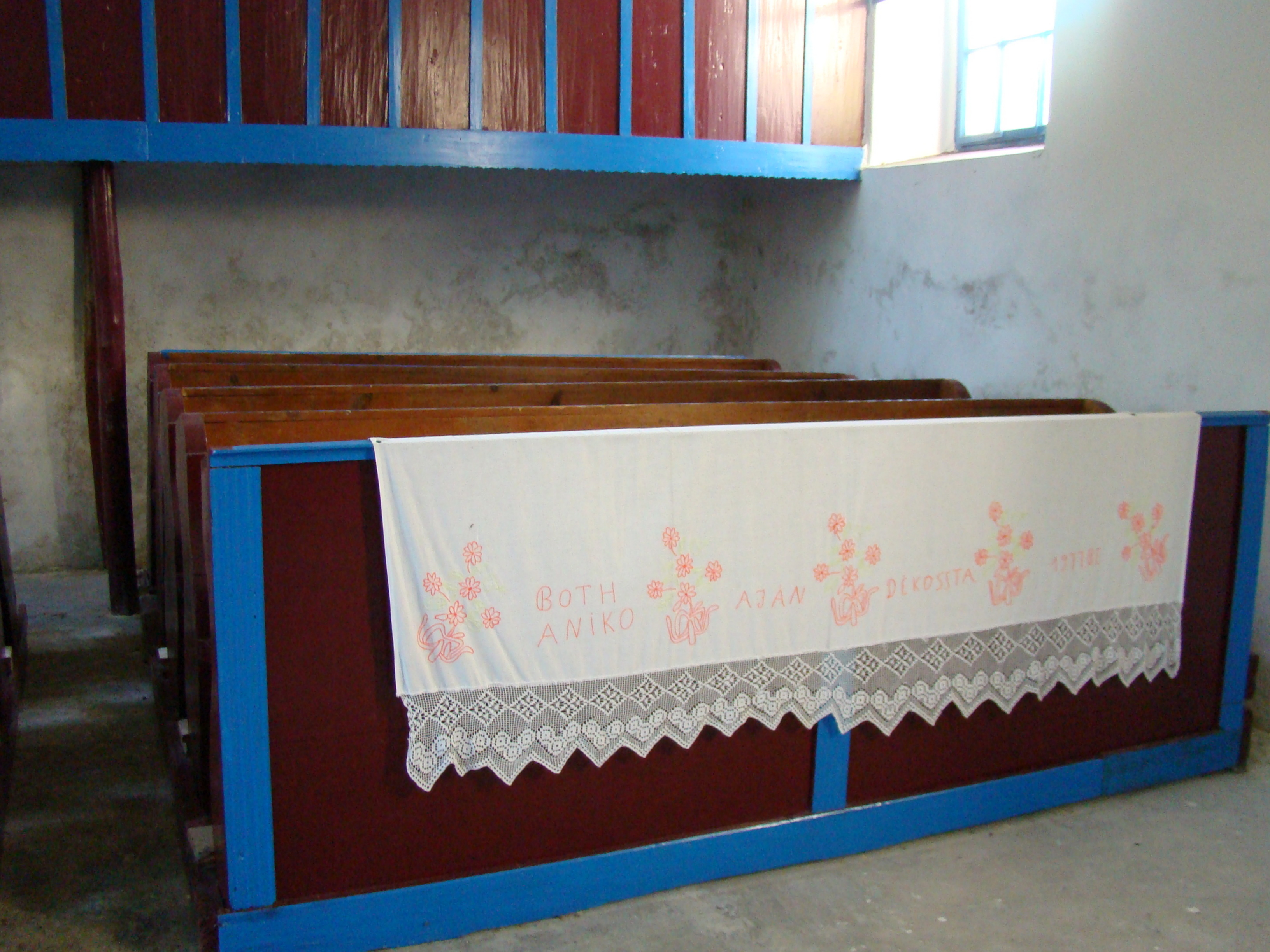
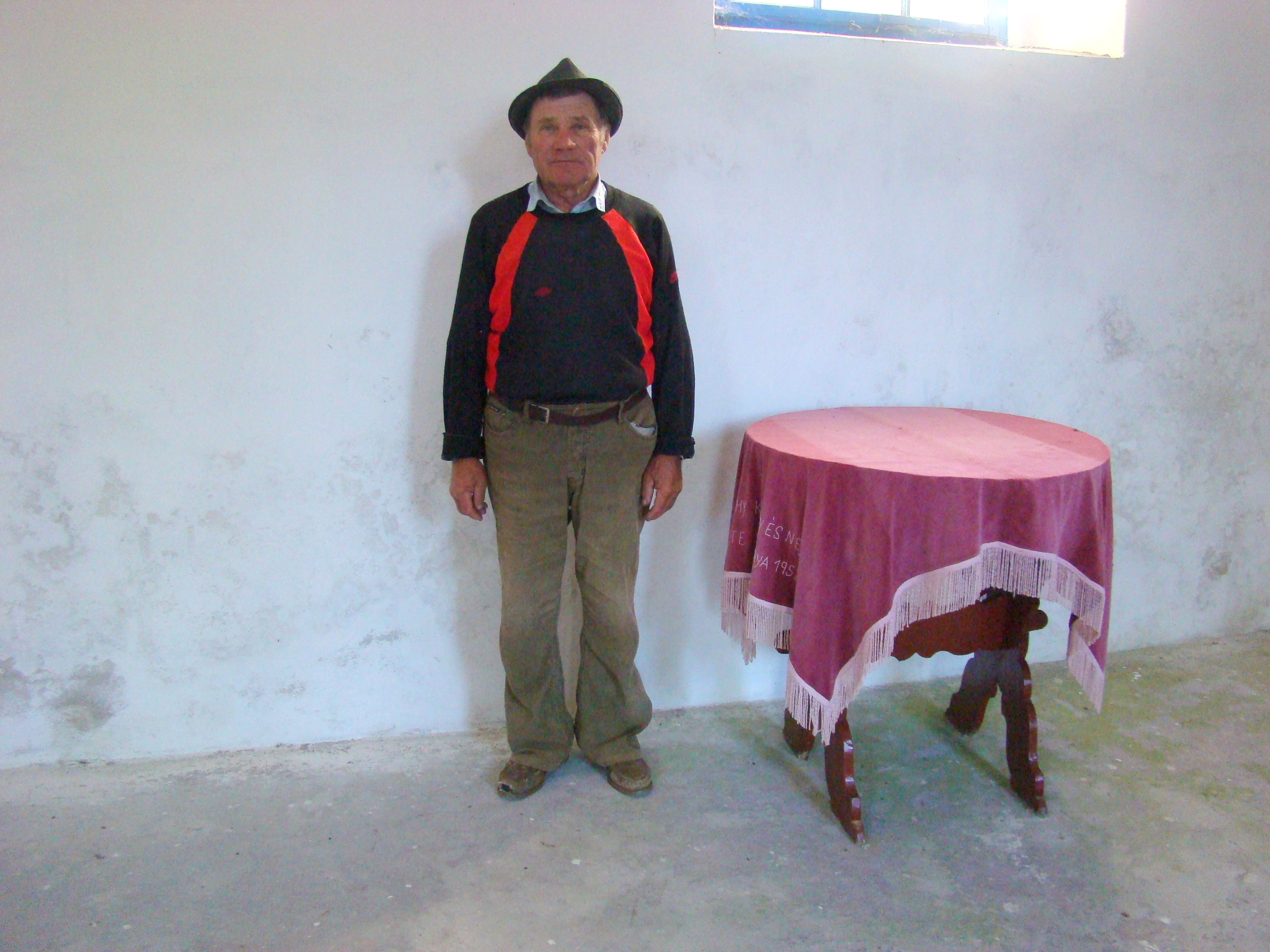
Epitropul bisericii reformate din Diviciorii Mari
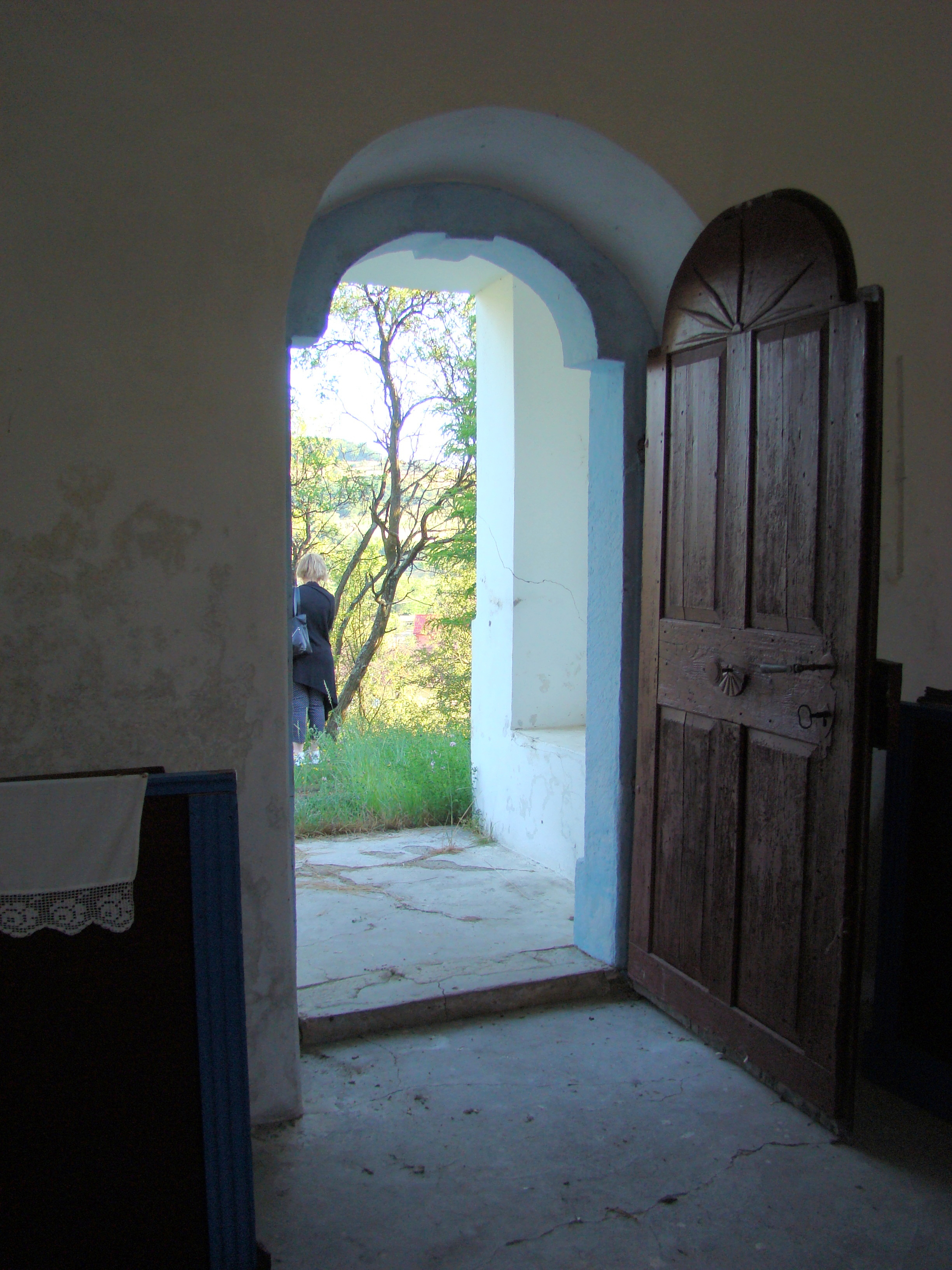